# Grotte de la Sainte-Baume
La grotte de la Sainte-Baume est une grotte aménagée depuis le Ve siècle en lieu de culte et en chapelle (dédiée au culte catholique), située dans le sud de la France, dans le massif de la Sainte-Baume.
Cette grotte de dimensions modestes (environ 20 m par 30), est réputée pour avoir abrité, durant les dernières années de sa vie, Marie Madeleine. Dès le Ve siècle des moines s'installent au bord de la grotte pour accueillir les pèlerins, la grotte étant transformée en lieu de culte. Le sanctuaire se développe au cours des siècles, surtout à partir du XIIIe siècle, sous l'impulsion des comtes de Provence, et avec l'installation des dominicains. Haut lieu de la chrétienté occidentale, la grotte reçoit la visite de nombreux papes et rois.
Pillé lors des guerres de Religion, détruit totalement lors de la révolution française, le lieu de culte est reconstruit au XIXe siècle, particulièrement sous l'impulsion du père Henri Lacordaire qui restaure le couvent dominicain et l'hostellerie permettant d'accueillir à nouveau les pèlerins.
Au cours du XXe siècle les aménagements de la grotte se poursuivent, ainsi que de tout le sanctuaire dont elle fait partie. Aujourd'hui, la grotte est un important site touristique et économique du département avec l'accueil de 500 000 pèlerins et visiteurs par an.

## Description

### Définitions
Le terme de « baume » ou « balme » désigne un abri sous roche, une caverne ou une grotte. Ce terme utilisé en Provence peut voir son orthographe et sa prononciation varier suivant les lieux en baulme, baume, basme, beaume, ou « baumo » en provençal.
Cette grotte a été très tôt dénommée « la Sainte Baume » car sainte Marie Madeleine y aurait vécu 30 années (ou moins, les récits varient), et ainsi sanctifié le lieu par sa présence, après son départ de Terre Sainte. La grotte a donné son nom au massif montagneux qui l’abrite, et à la forêt qui l'entoure,,.
Remarque : ne pas confondre cette grotte avec « l'ermitage de la Sainte-Baume », à Lirac dans le Gard.

### Contexte géologique et description

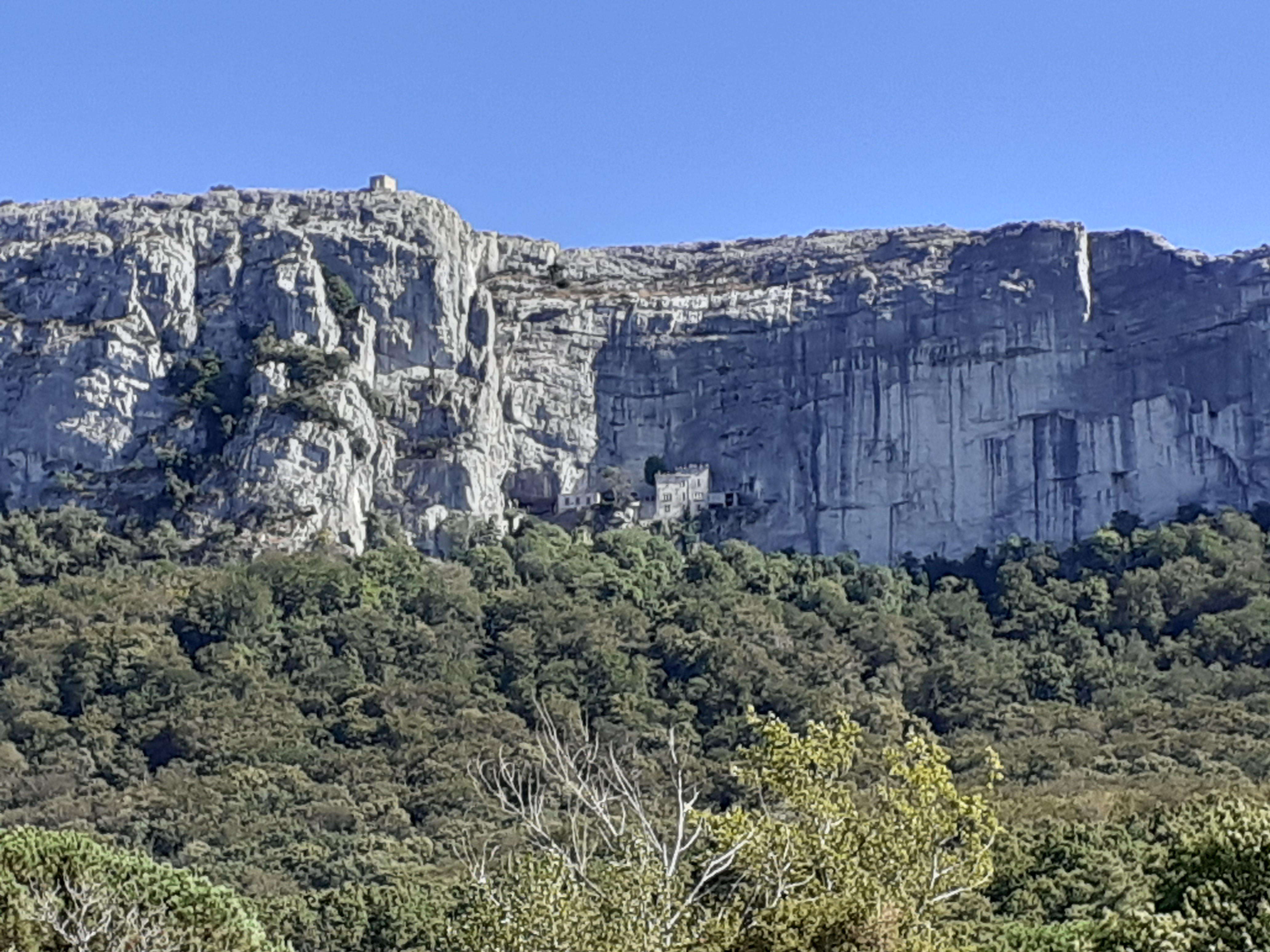
La grotte au pied des falaises, entre les bâtiments, au centre de la photo.

La grotte se situe dans le massif de la Sainte-Baume, à l'Est de Marseille. Le massif calcaire urgonien présente un plissement anticlinal qui a été poussé jusqu'à retourner localement les strates calcaires. Ce plissement a créé un vide karstique à l'origine de la cavité. La cavité s'ouvre au pied d'une barre rocheuse orientée Est-Ouest. Son ouverture en falaise est visible de loin. La barre rocheuse surplombe une forte pente recouverte par la forêt de la Sainte-Baume, forêt primaire qui a été préservée au cours des siècles,.
La grotte s'ouvre à une altitude de 894 m. Elle est surplombée par une falaise d'une centaine de mètres. Elle présente un développement d'une trentaine de mètres. La topographie réalisée par Paul Courbon en 2008 montre une forme globalement rectangulaire de 25 m par 20 avec une ouverture (aujourd'hui fermée par un mur) sur toute la largeur de la grotte. Cette ouverture est située en face Nord du massif montagneux, elle est globalement orientée Est-Ouest (comme la falaise).

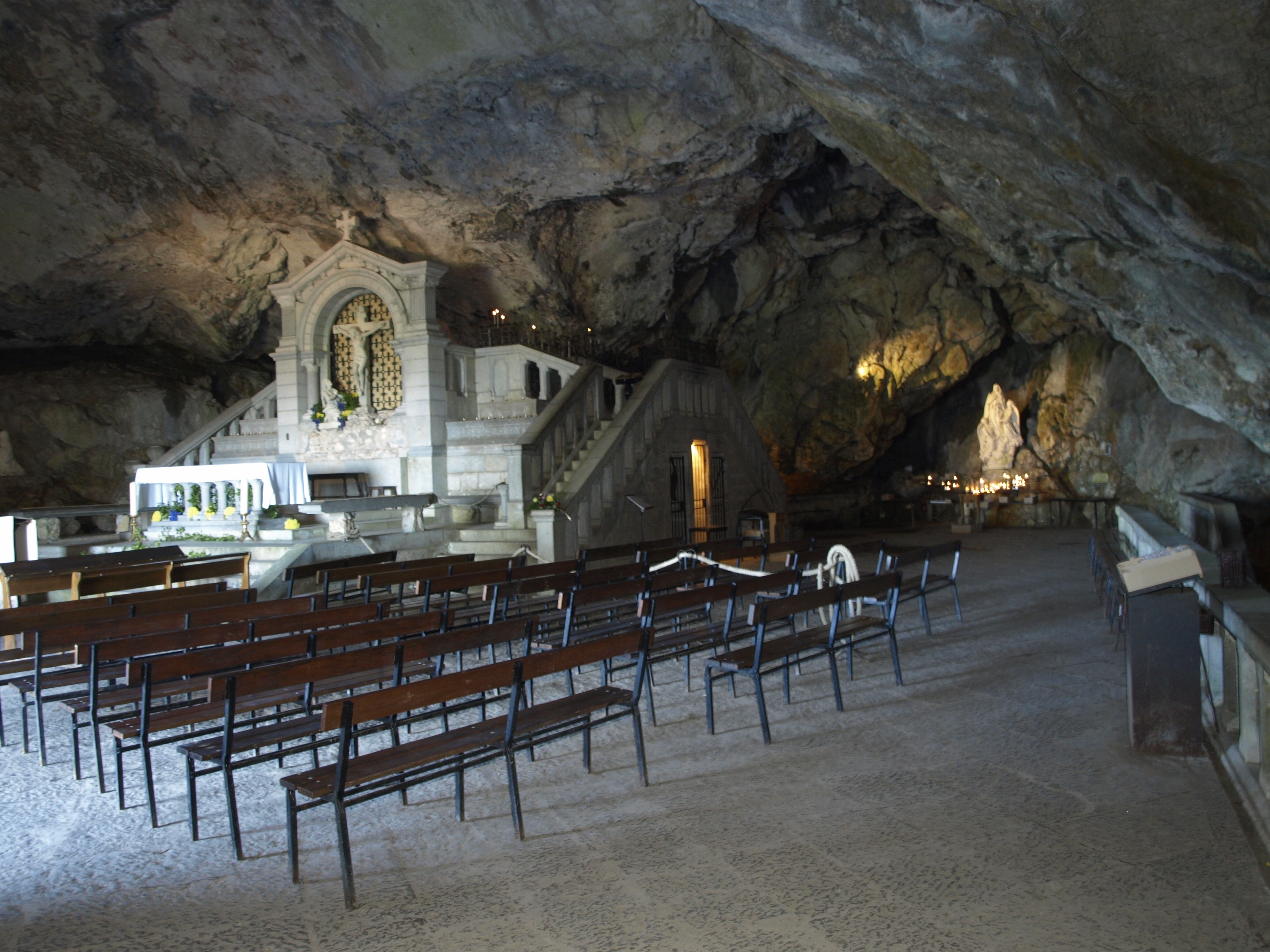
Vue de l’intérieur de la grotte.

Le point bas de la cavité se trouve 4 m sous le niveau de l'entrée, au bas des escaliers situés à droite en entrant. Le point haut se trouve environ 4 m au-dessus du niveau de l'entrée, en face de l'entrée, derrière l'autel, en haut d'une série d'escaliers.
Les concrétions (stalagmites et stalactites) sont inexistantes. Au plan hydrologique, la cavité connait de multiples infiltrations d'eau (surtout en période pluvieuse). Une percolation pérenne a été captée lors de l'aménagement du couvent pour alimenter les habitations en eau courante. Cet usage n'est plus en vigueur, même si les installations persistent.
La grotte, qui est un lieu de pèlerinage depuis le début du christianisme, est aménagée en chapelle. Elle peut accueillir 1 000 personnes.

### L'aménagement de la grotte
Depuis au moins la fin de l'Antiquité, la grotte est aménagée en lieu de culte. Ses multiples aménagements et réaménagements au cours des siècles ont profondément modifié son aspect intérieur.

#### Au Moyen Âge et à la Renaissance

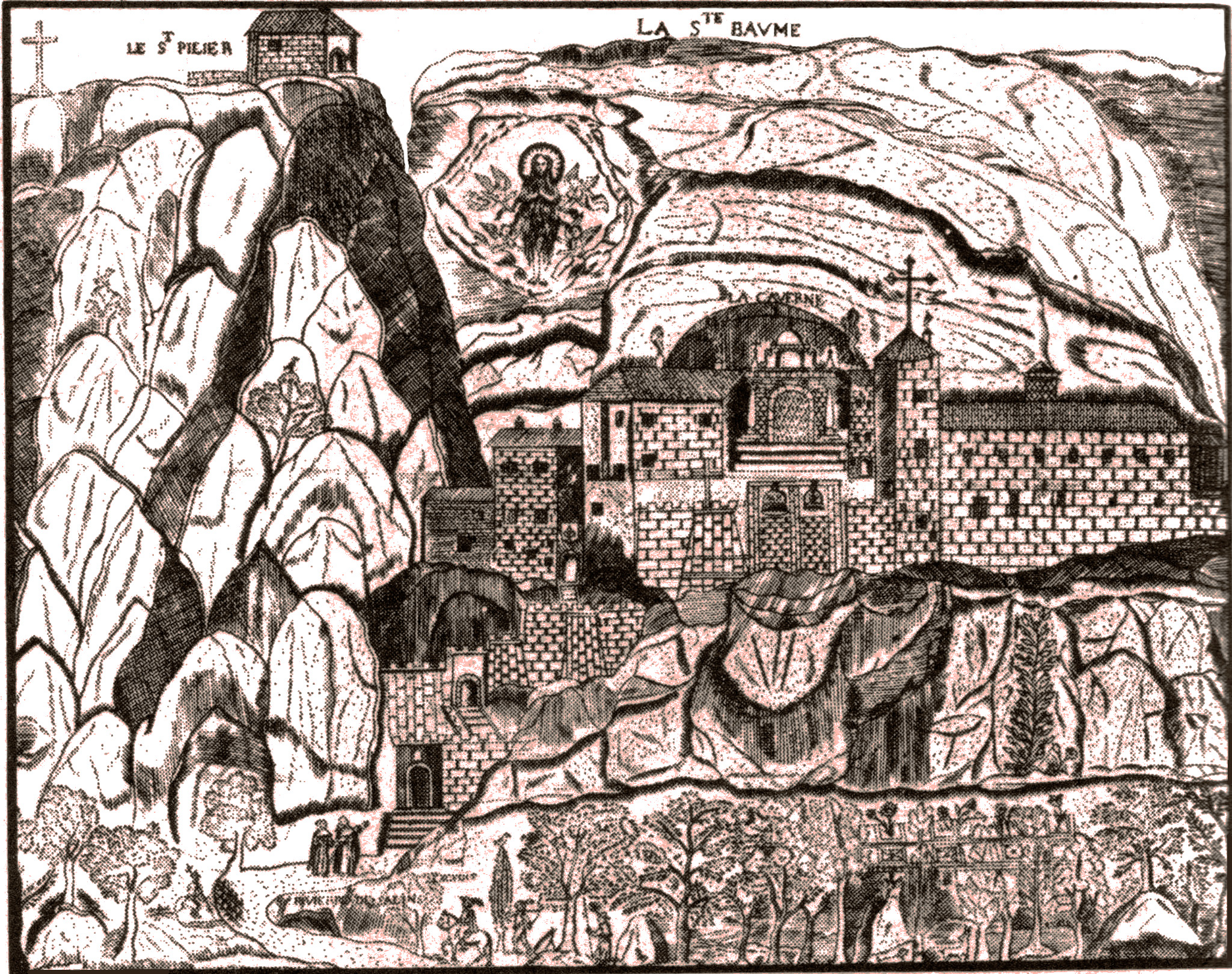
Représentation médiévale du couvent de l'hostellerie autour de la grotte.

Le récit de pèlerins au XVe siècle permet d'avoir une idée de l'aménagement de la grotte à cette époque. Dans un article, Bernard Montagnes en fait la synthèse :
« Lorsqu’il entre dans la caverne, le pèlerin découvre trois beaux autels, dont l’un était dédié à sainte Marthe. Près du maître autel, à main gauche, tout au fond, il voit l’endroit choisi par Madeleine pour dormir et pour prier, lieu appelé soit la chambre de Marie Madeleine, soit le lit de Marie Madeleine. C’est un espace fermé par un mur bâti, dans lequel est encastrée une porte en fer dont le prieur détenait la clé. Dans ce saint des saints, nul ne peut pénétrer s’il n’est un prêtre consacré. Une fois la porte ouverte et une lumière introduite, le pèlerin aperçoit là une statue de Madeleine couchée, comme si elle dormait et reposait. La statue de grandeur nature (de plus de six pieds) passe pour être le véritable portrait de Madeleine, exécuté et placé là par saint Maximin son contemporain. La description qu’en font les visiteurs correspond à l’image de la sainte telle qu’elle a été popularisée par la gravure  : couchée sur le côté droit, couverte d’un manteau, la main droite sous la tête en guise d’oreiller, la main gauche sur la poitrine. À proximité, un ange sculpté tient un phylactère : (la) « Non desperetis vos qui peccare solitis, exemploque meo vos reparate Deo » (Vous qui avec coutume de pécher, ne désespérez pas, et, à mon exemple, renouvelez-vous pour Dieu) ».
L'auteur rapporte que le petit écoulement d'eau pérenne dans la grotte était déjà capté à cette date, et que la tradition rapporte que « Madeleine en aurait usé ». Montagnes indique également que le « lit de Marie Madeleine » était l'objet de rituels (superstitieux) à destination des femmes enceintes.
D'après une représentation de la grotte XVIIIe siècle, un crocodile empaillé était suspendu à la voûte de la grotte. D'après B. Montagnes, ce crocodile « était un rappel du monstre vaincu par l’archange » (dragon ayant habité dans cette grotte, d'après la légende).

#### De nos jours

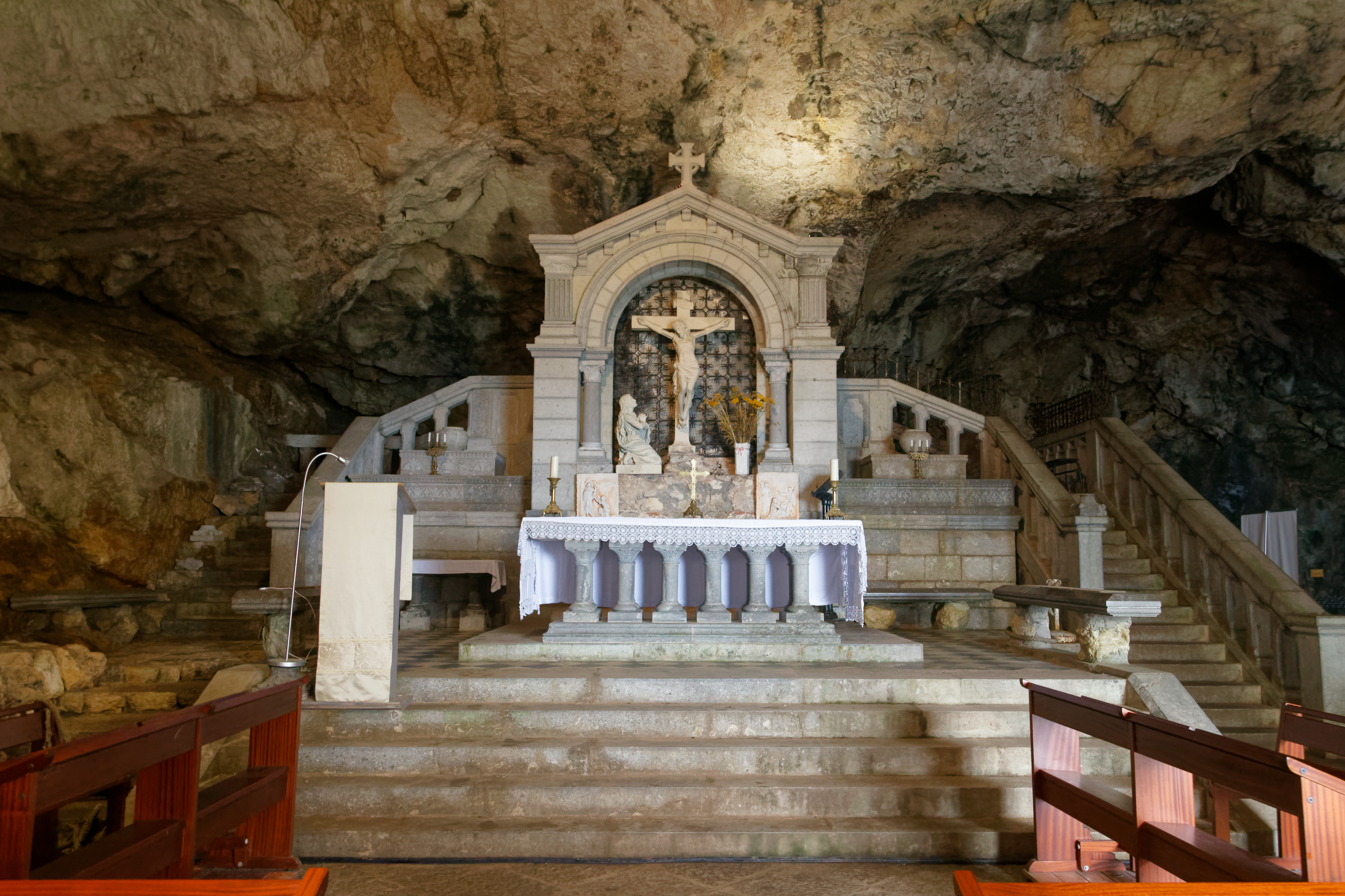
L'autel de la chapelle.

La majeure partie de la grotte est aménagée en chapelle, avec un sol plat, dallé, où des bancs sont tournés vers l'autel central. Derrière l'autel se trouve « le rocher de Marie Madeleine », lieu supposé où la sainte s'installait pour prier. Une statue y est placée pour « représenter Marie-Madeleine ». Cette statue de Marie Madeleine sur son rocher provient du tombeau du comte Joseph-Alphonse-Omer de Valbelle qui était construit dans la chartreuse de Montrieux. Elle est l’œuvre du sculpteur Jean-Antoine Houdon. La statue représente l'une des maitresses du comte, « Mlle Clairon ». Après la Révolution française et la vente des biens de l’Église, les quatre statues de femmes disposées sur ce caveau sont dispersées, l'une d'elles (celle-ci), étant portée à la grotte de la Sainte-Baume pour y représenter « Marie-Madelaine en prière »,. Devant cette statue, un reliquaire, offert en 1886 par Mgr Ferdinand de Terris (évêque de Fréjus-Toulon), contient une partie de tibia et une mèche de cheveux de la sainte pénitente. Le reliquaire est l’œuvre de l’orfèvre lyonnais Armand Caillat.

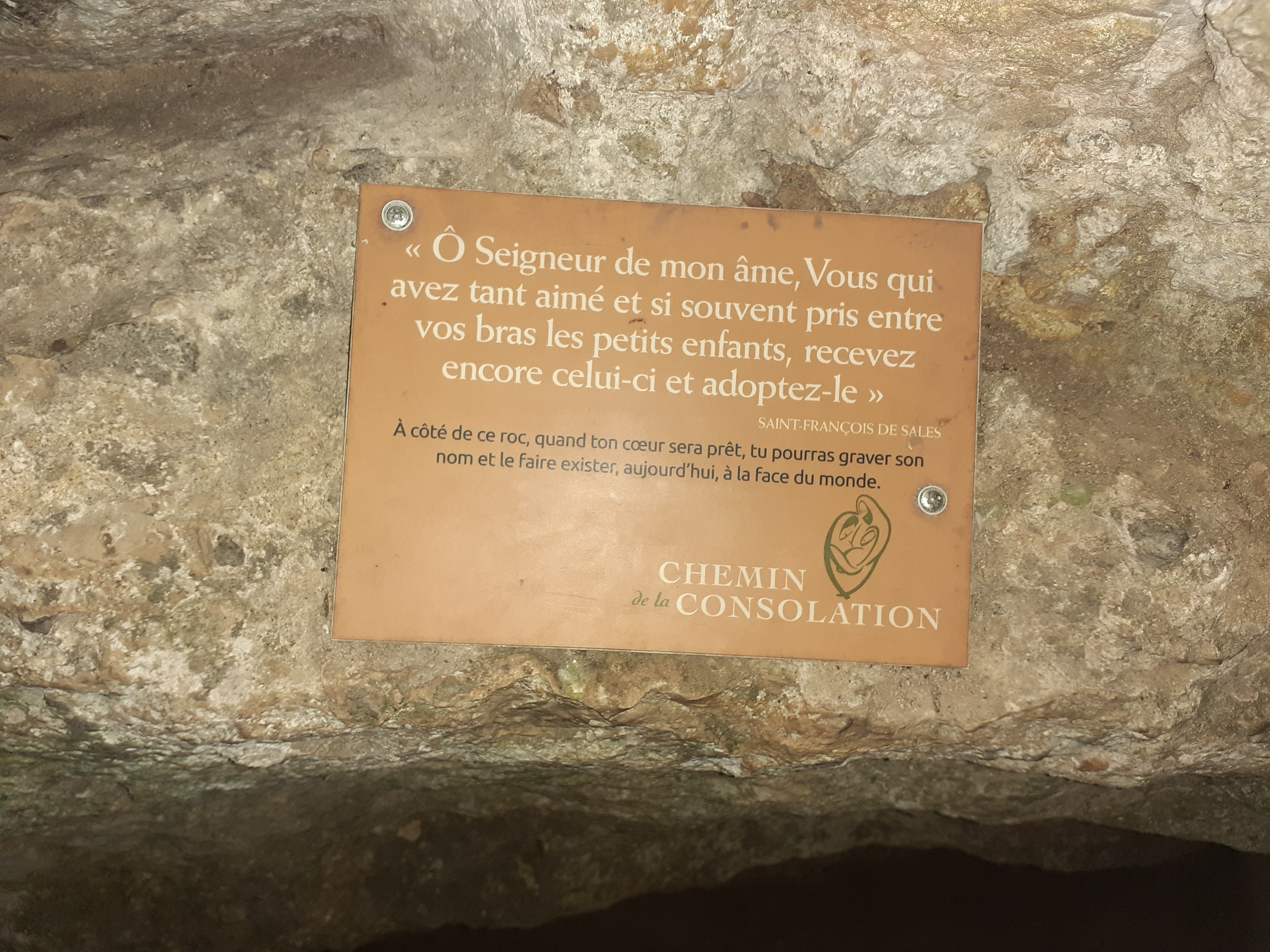
Plaque du chemin de consolation des parents endeuillés.

Le tabernacle, situé à gauche de l'autel est surmonté par une statue de saint Michel. À sa droite, une statue de la Magdalena, offerte au XIXe siècle par Mgr Félix Dupanloup. Sur sa gauche se trouve une statue de la Vierge à l'Enfant. Cette statue, antérieure à la Révolution a été sauvée de la destruction grâce à des habitants du village de Plan d'Aups qui sont venus l'enlever et la préserver de la haine des révolutionnaires. D'autres statues n'ont pas eu cette chance : elles ont été décapitées.
À droite de l'autel se trouvent des escaliers permettant de monter au « rocher de Madeleine ». Un peu plus loin (à droite des escaliers), se trouve une autre statue de la sainte intitulée « la pénitente », où Marie Madeleine est portée par deux anges.
Sur la droite de la salle, des escaliers permettent de rejoindre la partie basse de la grotte, un autre lieu de prière est aménagé pour les familles ayant perdu un enfant in utero, ou mort-né. Sur le mur, des petites plaques rappellent les noms des enfants disparus.
Le mur fermant la grotte est percé de sept vitraux réalisés par le Compagnon du devoir Pierre Petit dans les années 1980. Le mur est également recouvert de nombreux exvotos.

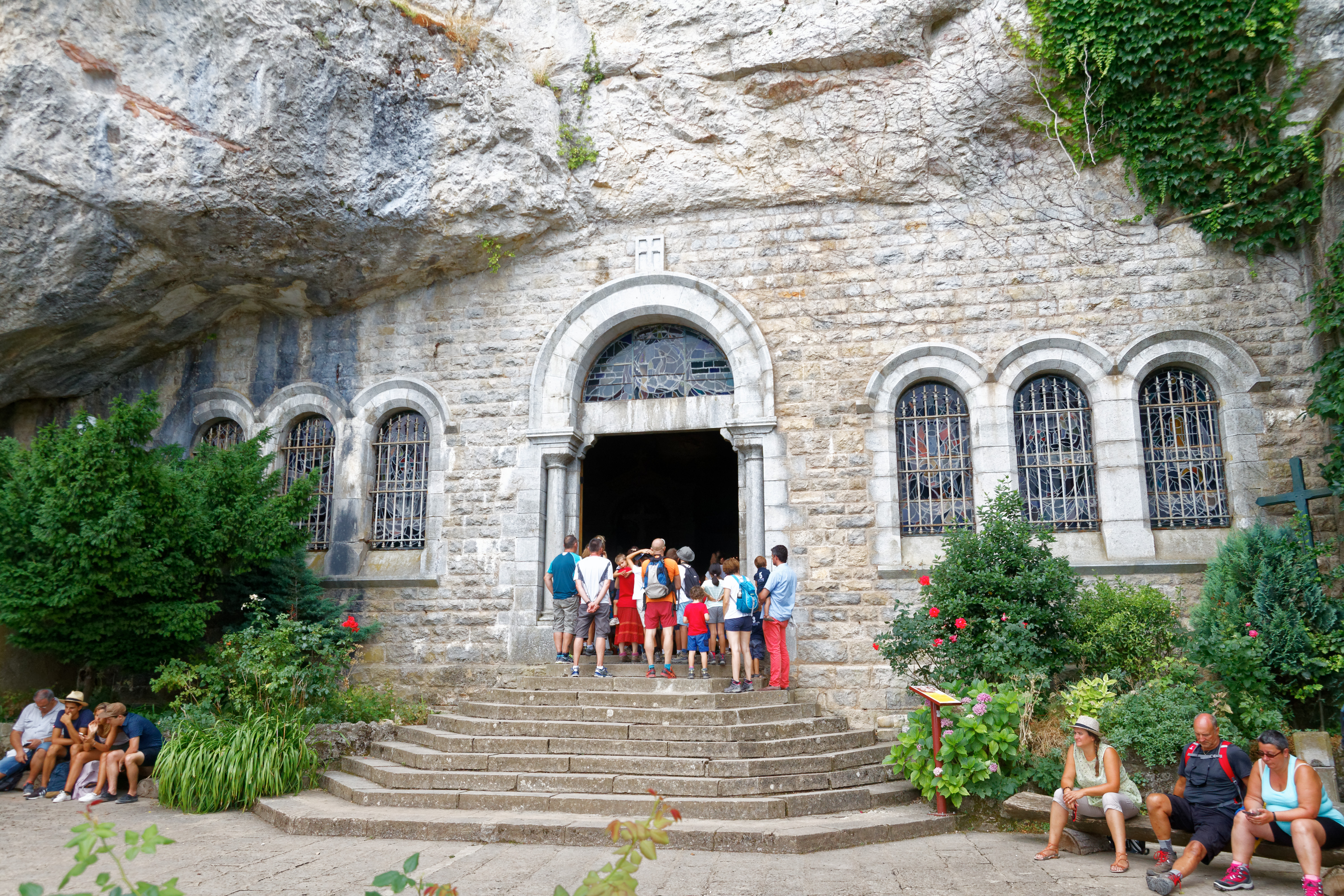
Entrée de la grotte, murée avec l'escalier et les vitraux.
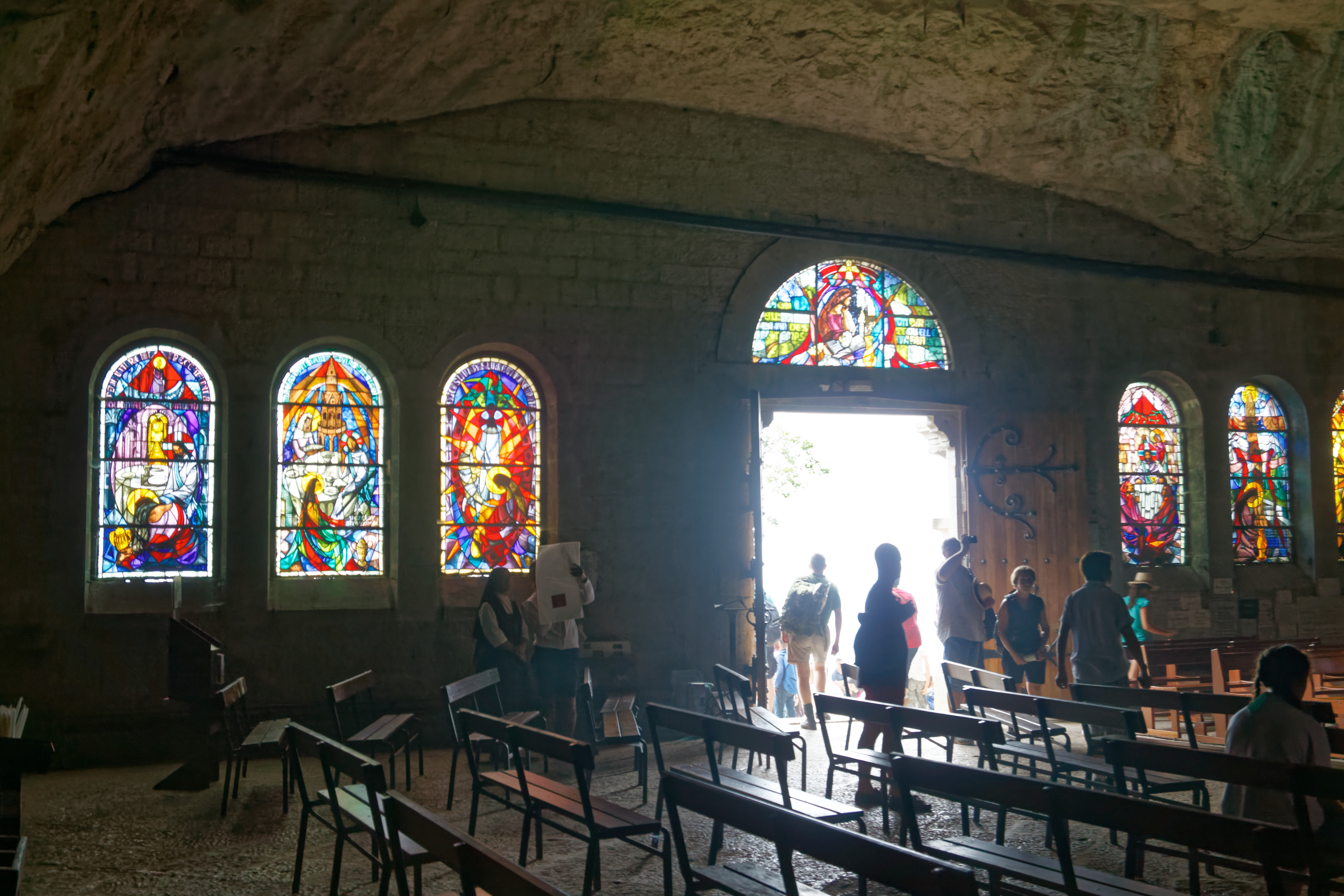
Vue de la porte d'entrée, depuis la grotte.
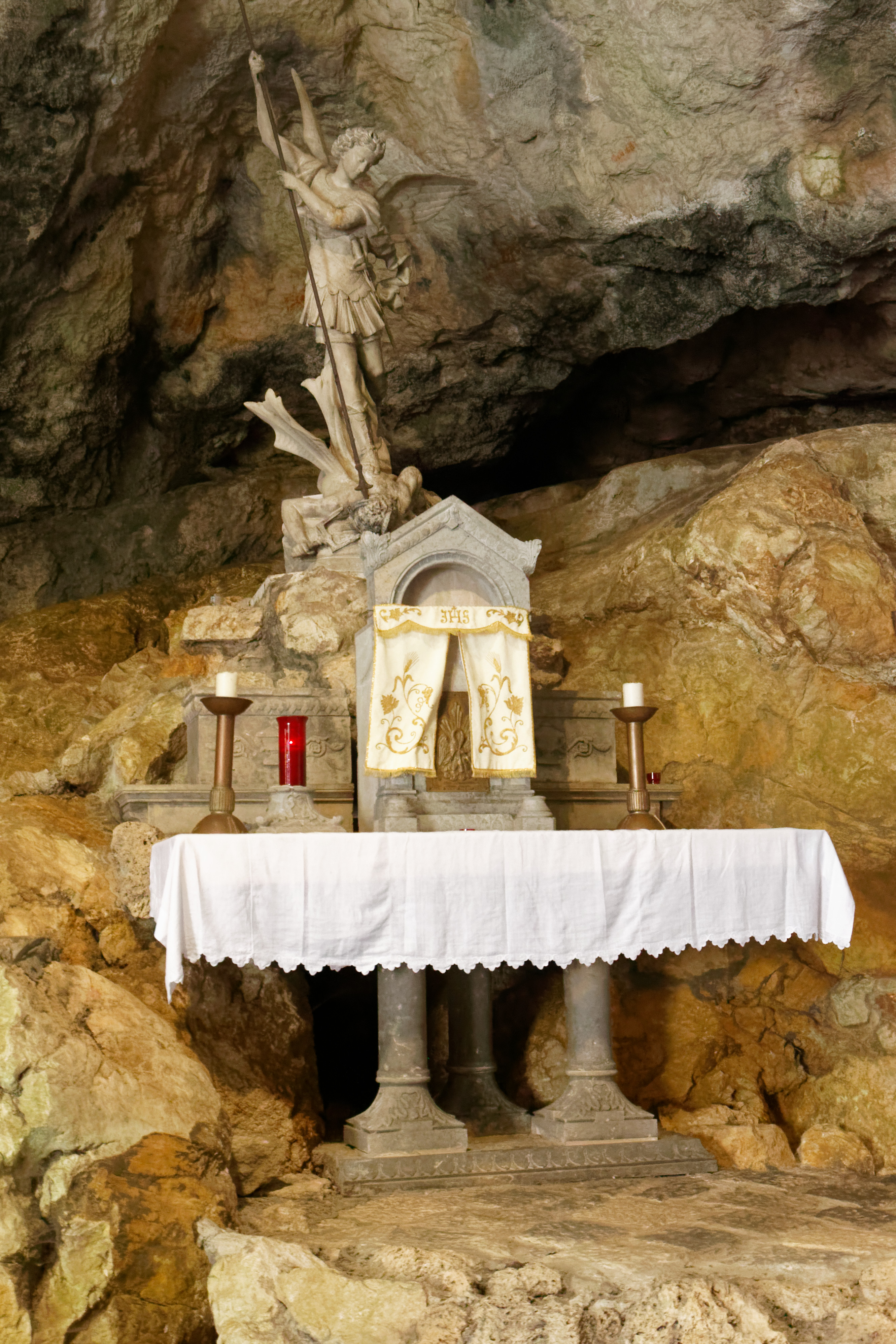
Le tabernacle et la statue de saint Michel.
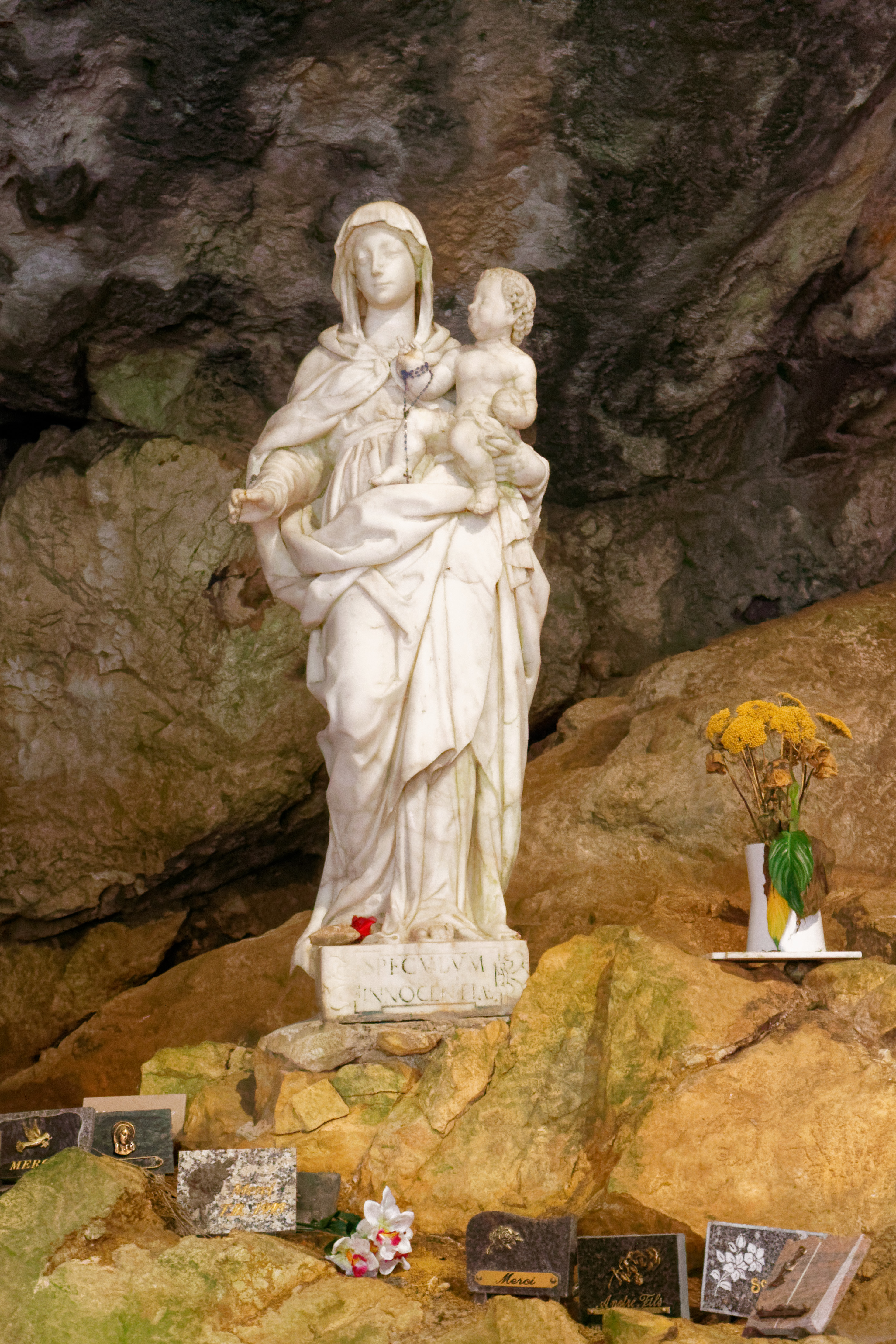
Statue de la Vierge à l'Enfant.
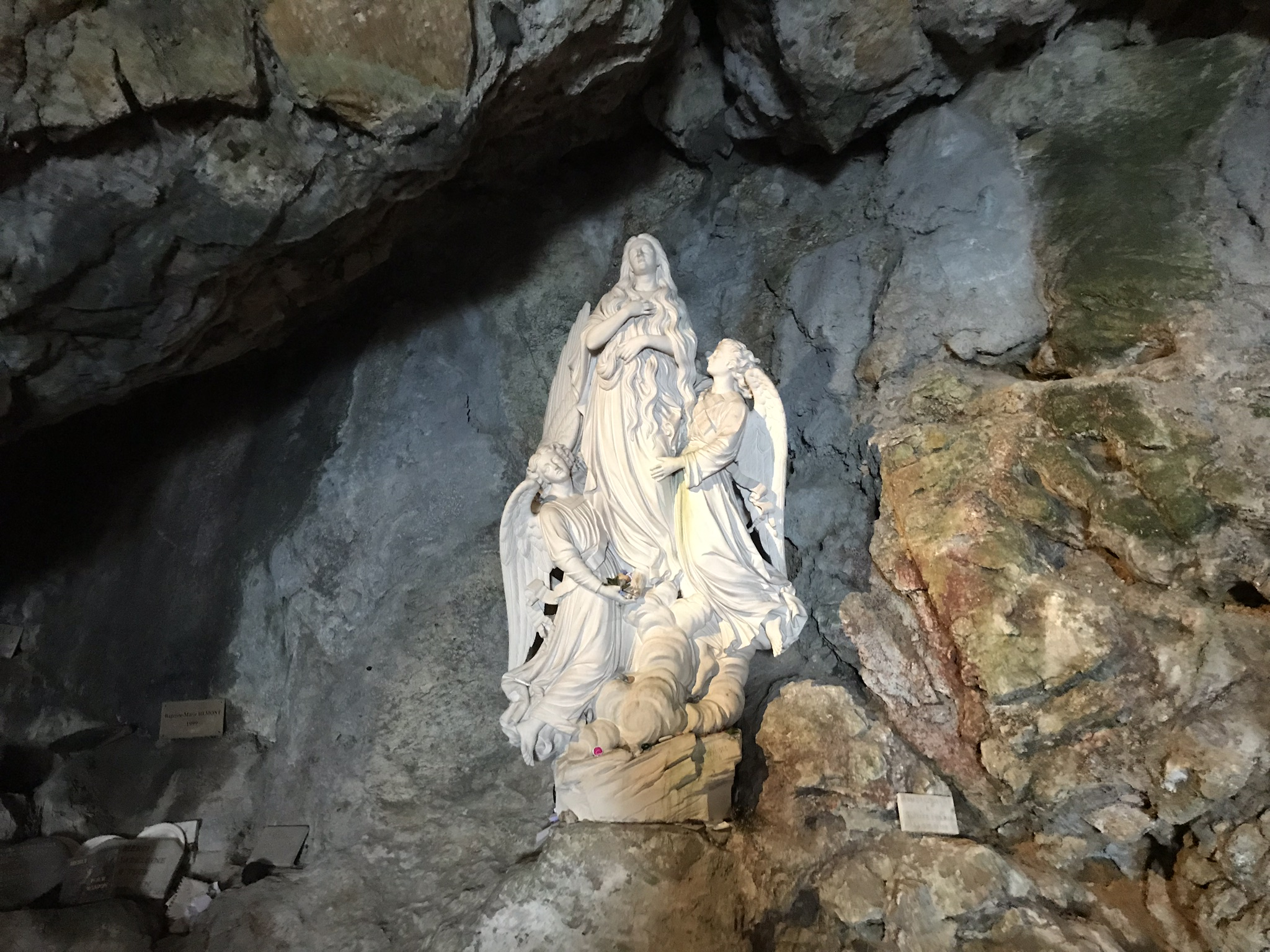
Sainte Marie-Madelaine portée par les anges.
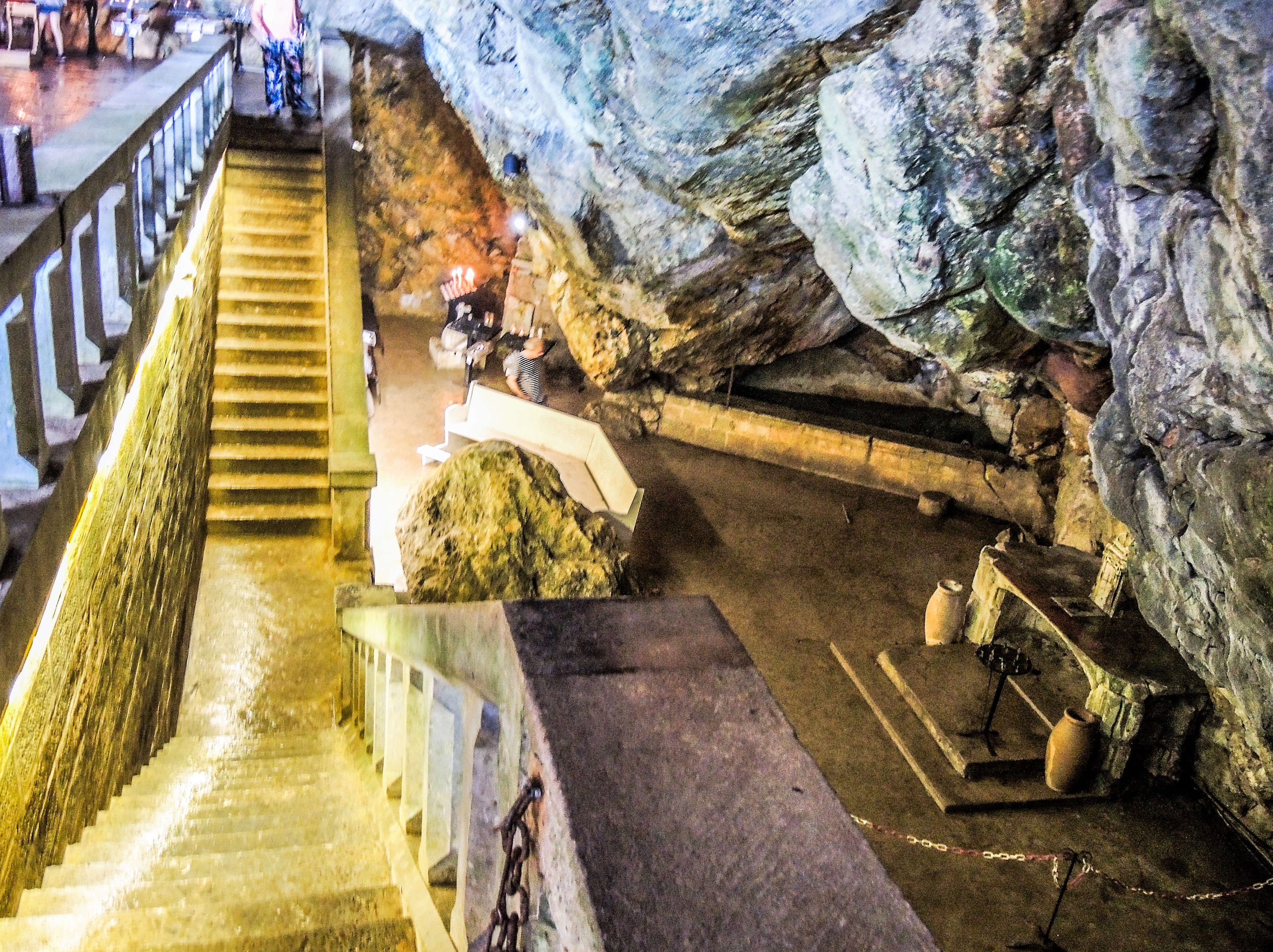
Partie inférieure de la grotte, avec ses escaliers.
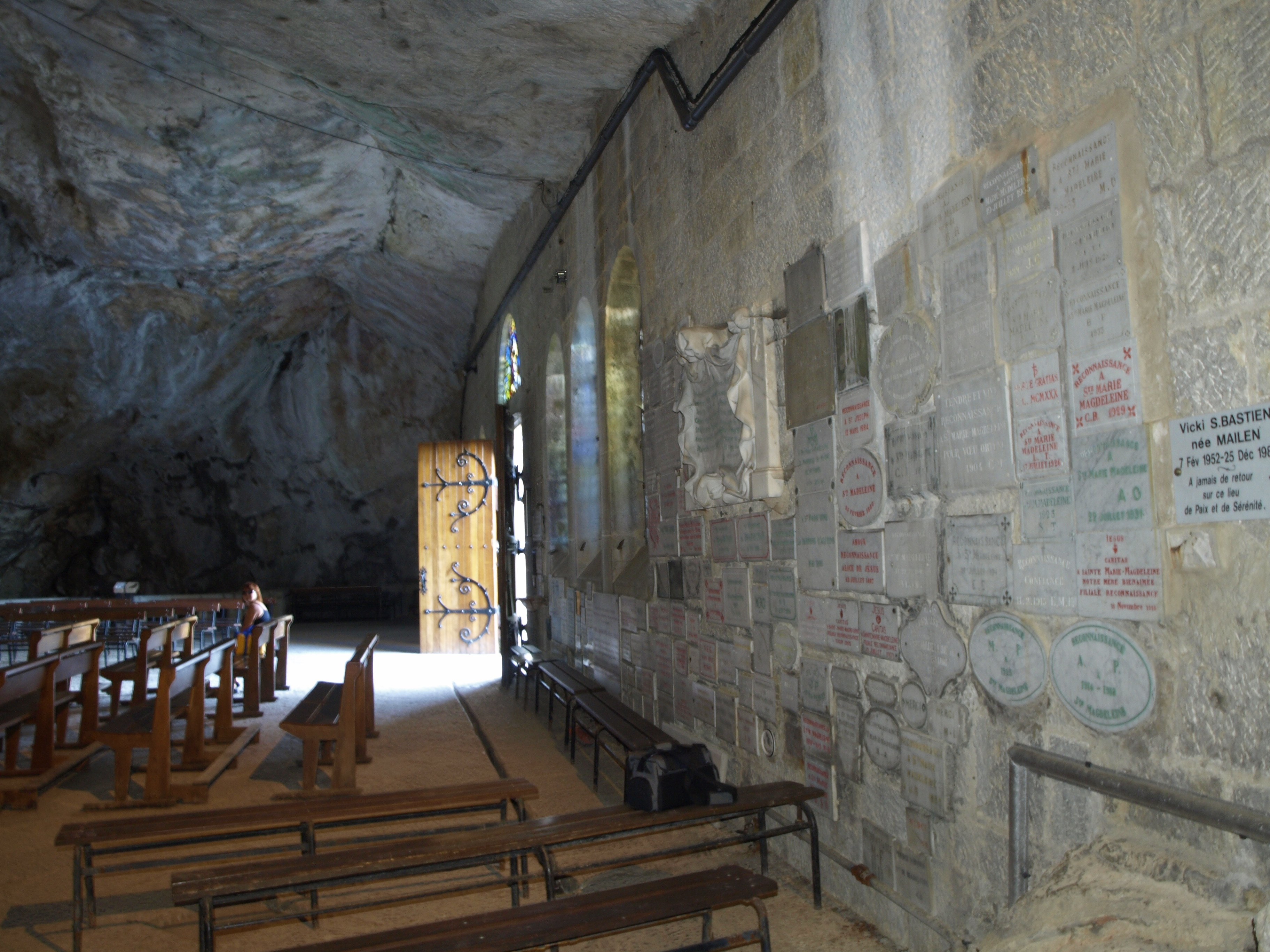
Exvotos sur le mur de l'église.
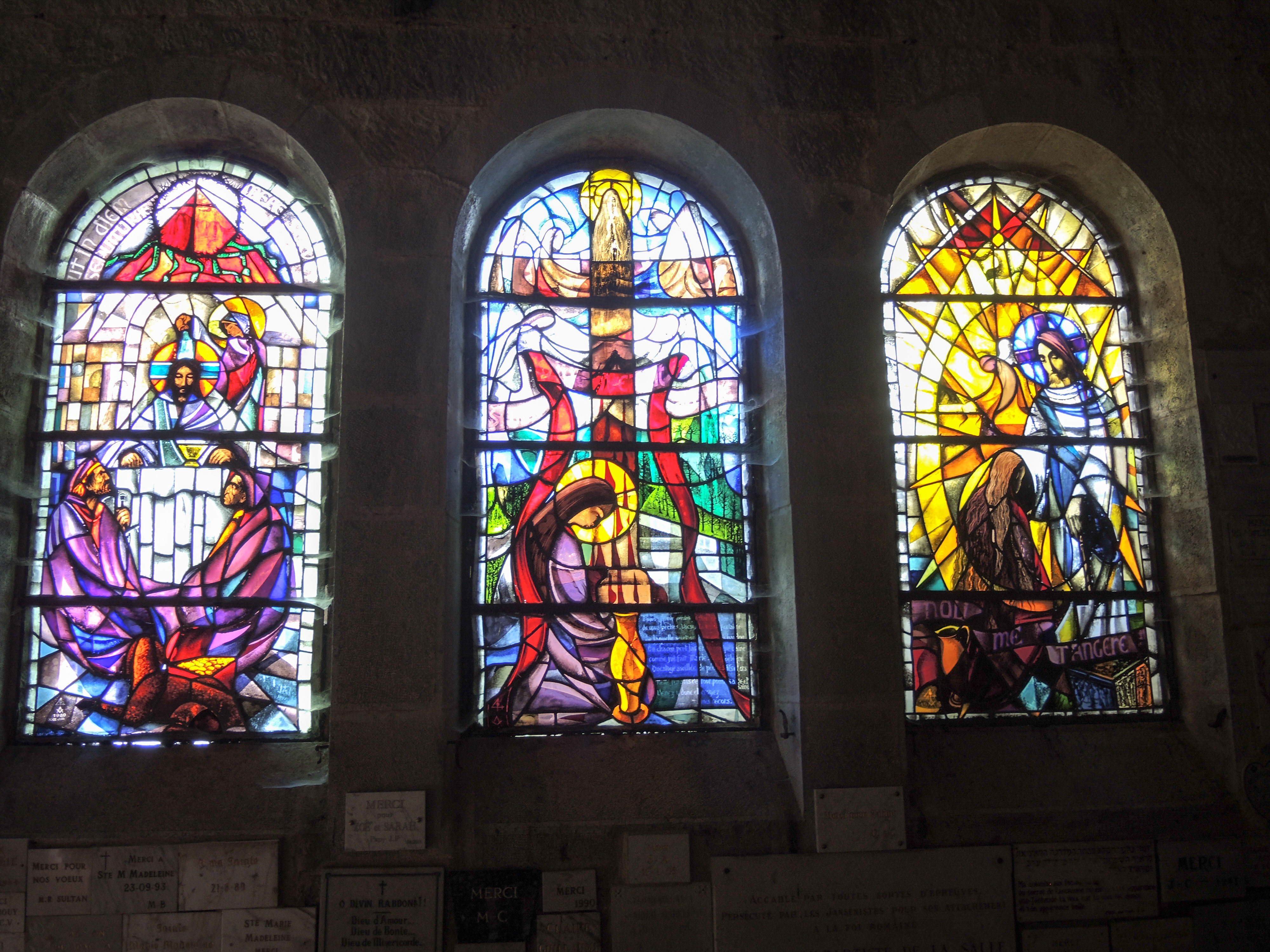
Les vitraux de l'entrée de la grotte.
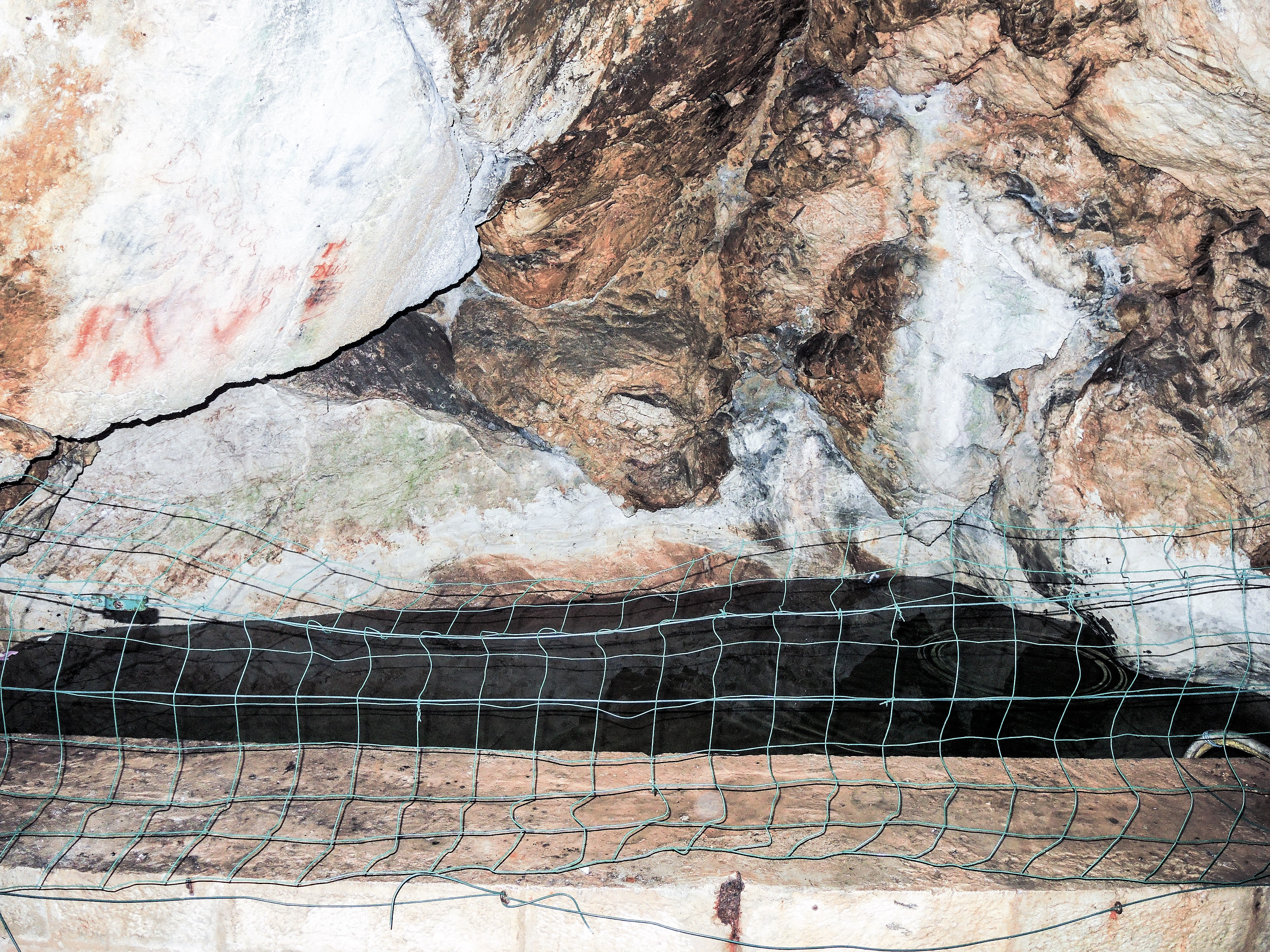
Bac de réception de l'eau de ruissellement pour alimenter le couvent (par le passé).
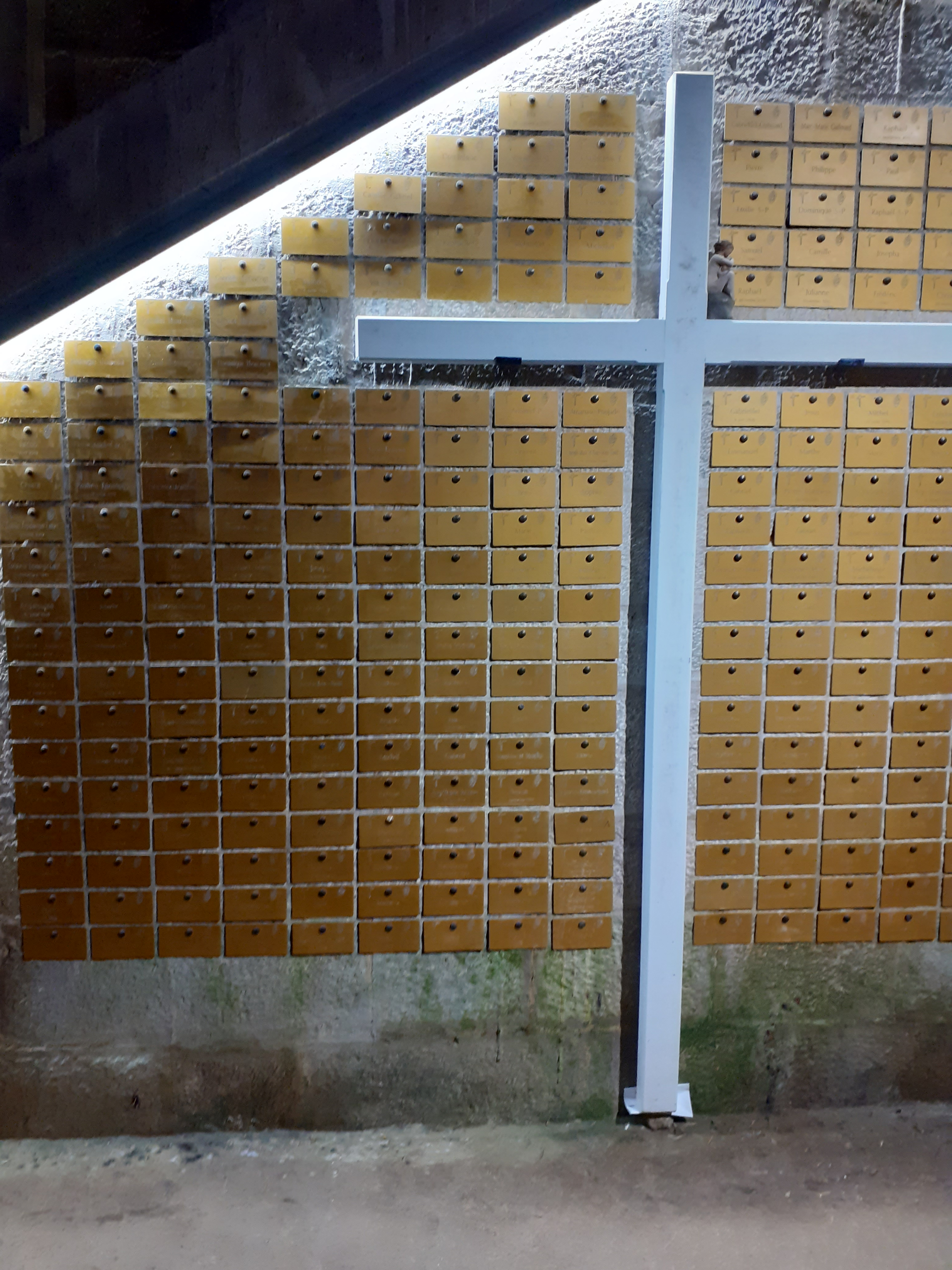
Espace dédié à la mémoire des enfants mort-nés.

### Aménagements extérieurs
Les falaises surplombant la grotte et les bâtiments qui l'entourent (couvent, abris des pèlerins), sont équipés de filets de protection contre la chute de blocs et rochers. Ces installations ont fait l'objet d'une purge et entretien au printemps 2021 ayant nécessité la fermeture de l'accès à la grotte durant plusieurs mois.
Sur le parvis de la grotte se trouvent trois constructions : à droite le couvent des dominicains, à gauche un abri pour pèlerins (libre d'accès) et une petite boutique tenue par le sanctuaire. Une piéta est placée sur le parvis, face à l'église. Plus loin, un calvaire est situé à l'arrivée du chemin d'accès et de ses 150 marches d'escaliers symbolisant les 150 « Je vous salue Marie » du rosaire.

Vues de l'extérieur de la grotte
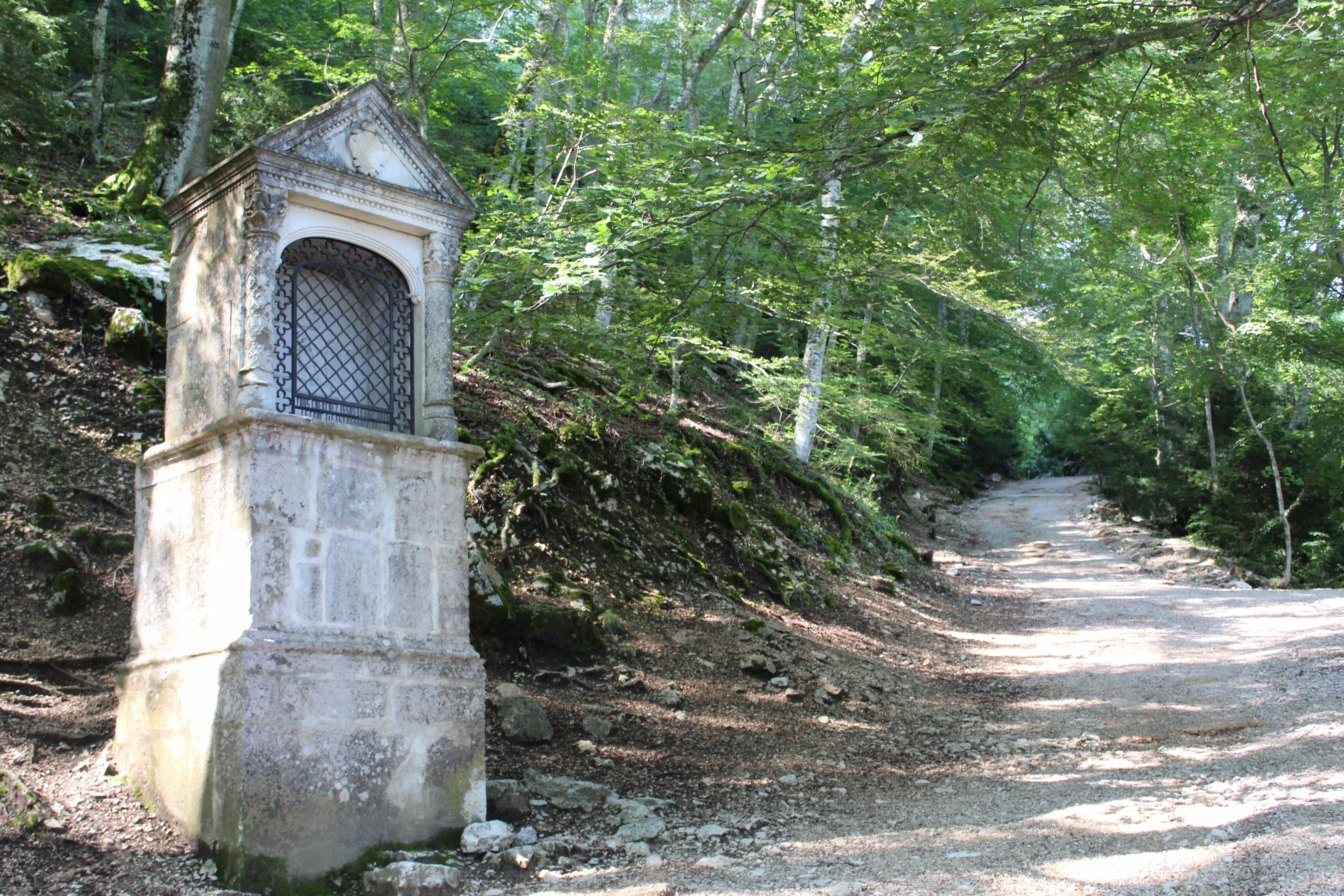
Oratoire au pied du sentier d'accès.
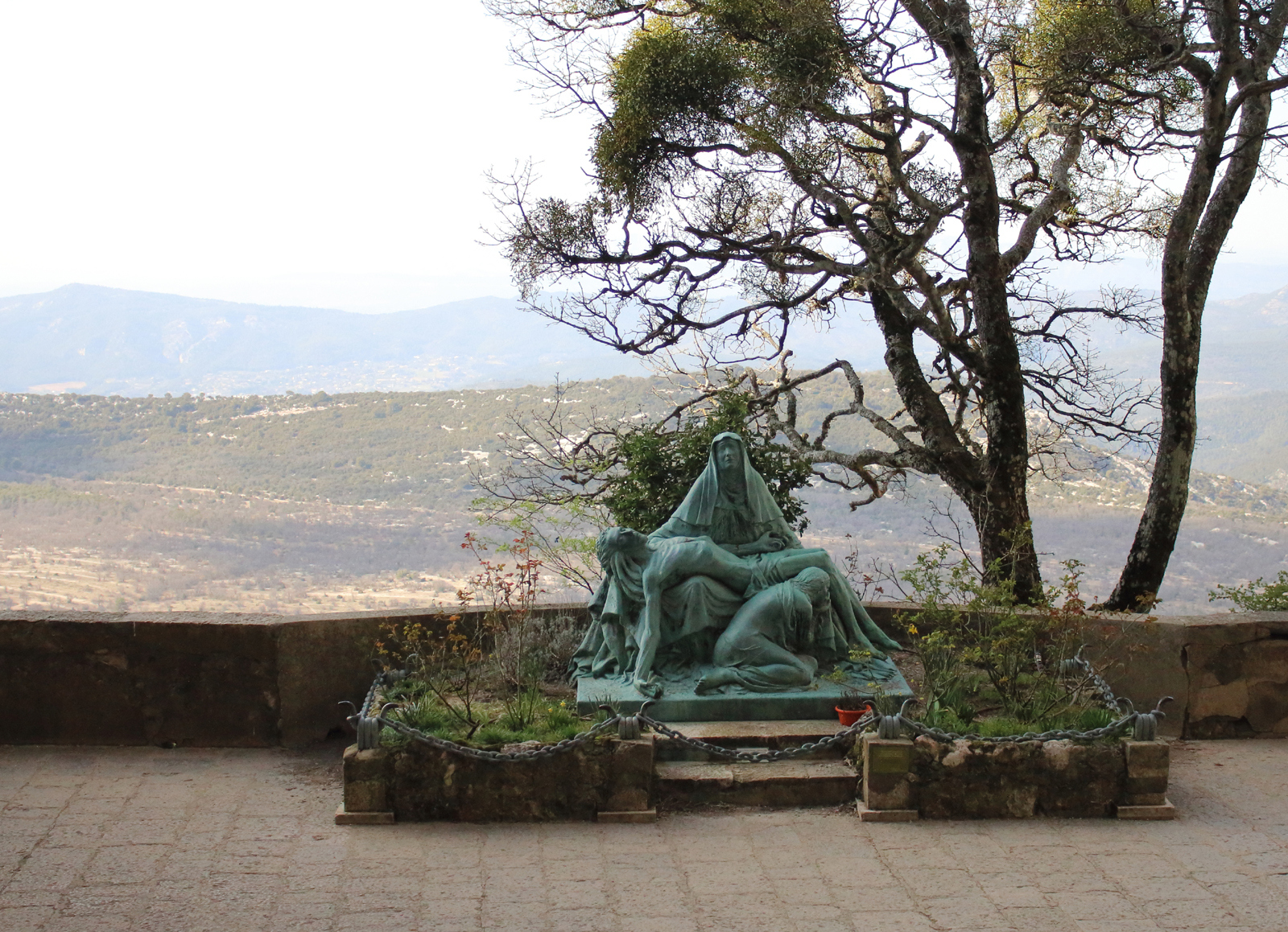
La Piéta, sur le parvis.
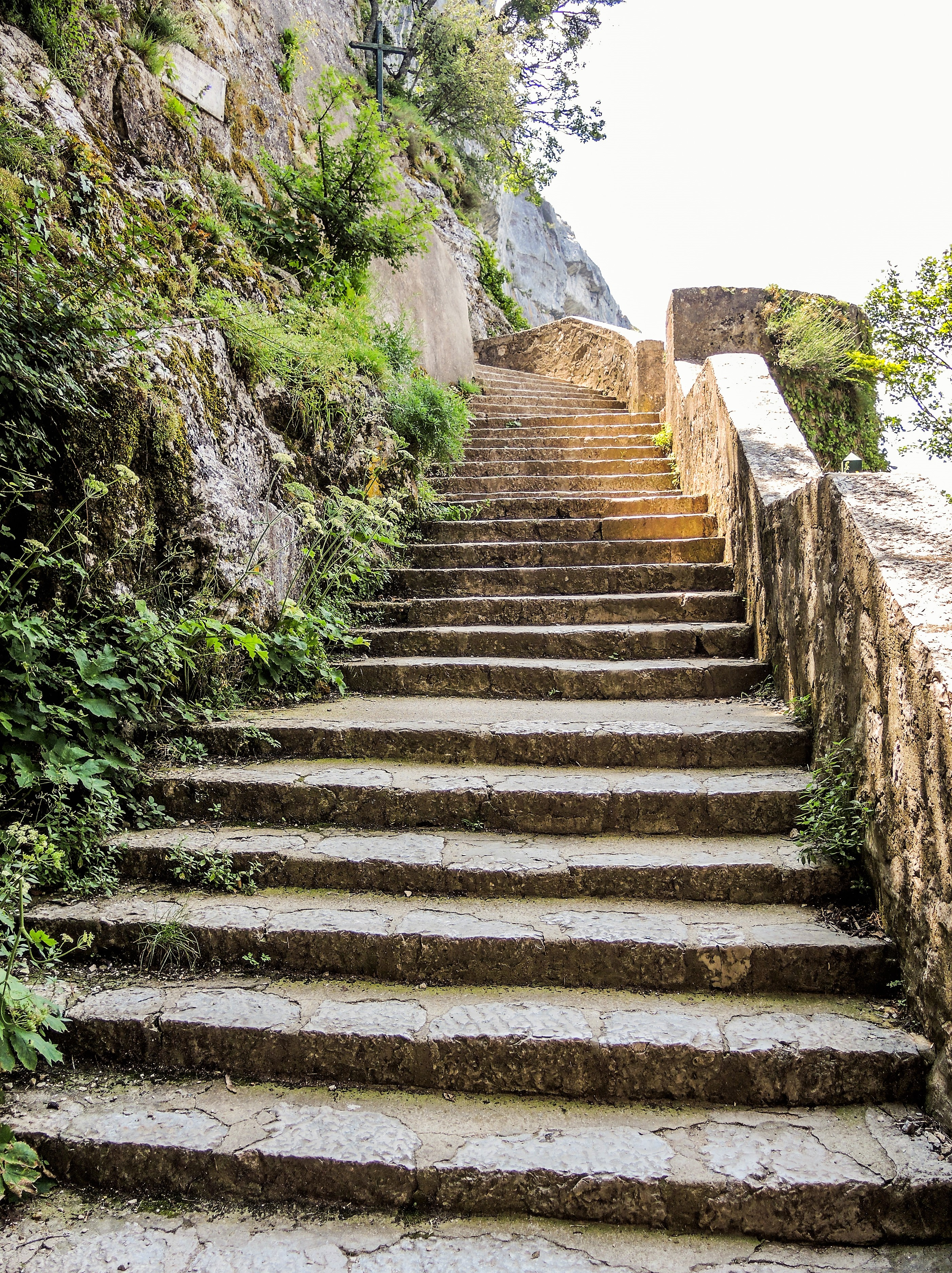
Une partie des escaliers d'accès
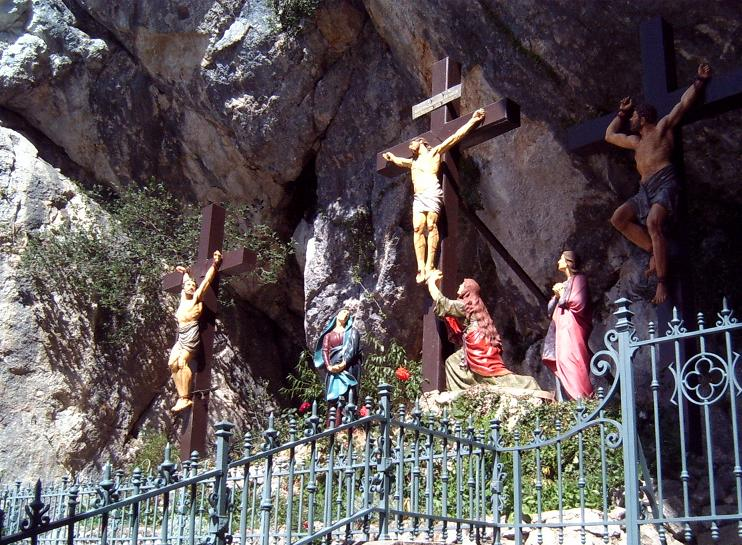
Le calvaire, juste avant la grotte.
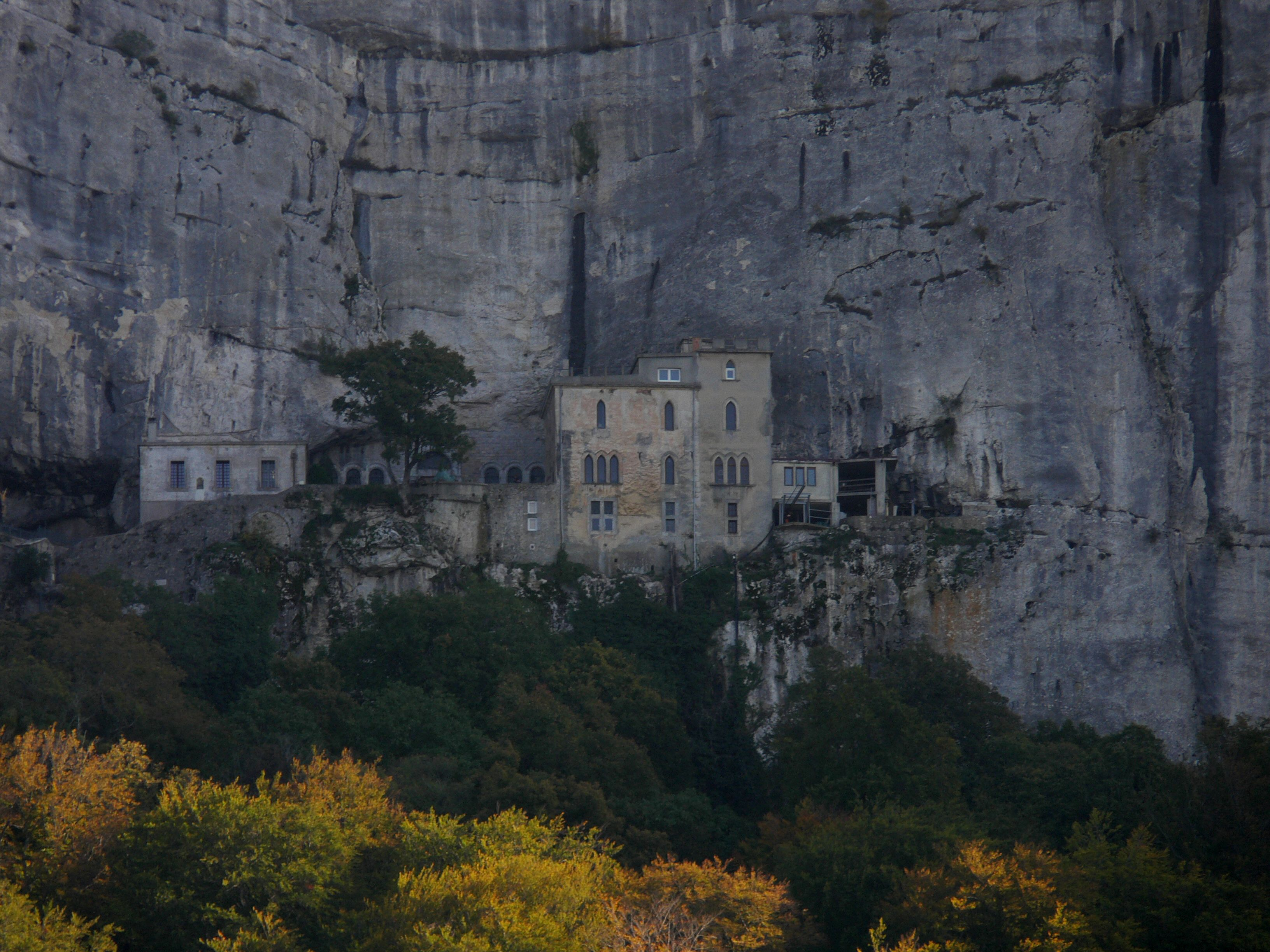
Les constructions, entourant la grotte au centre.
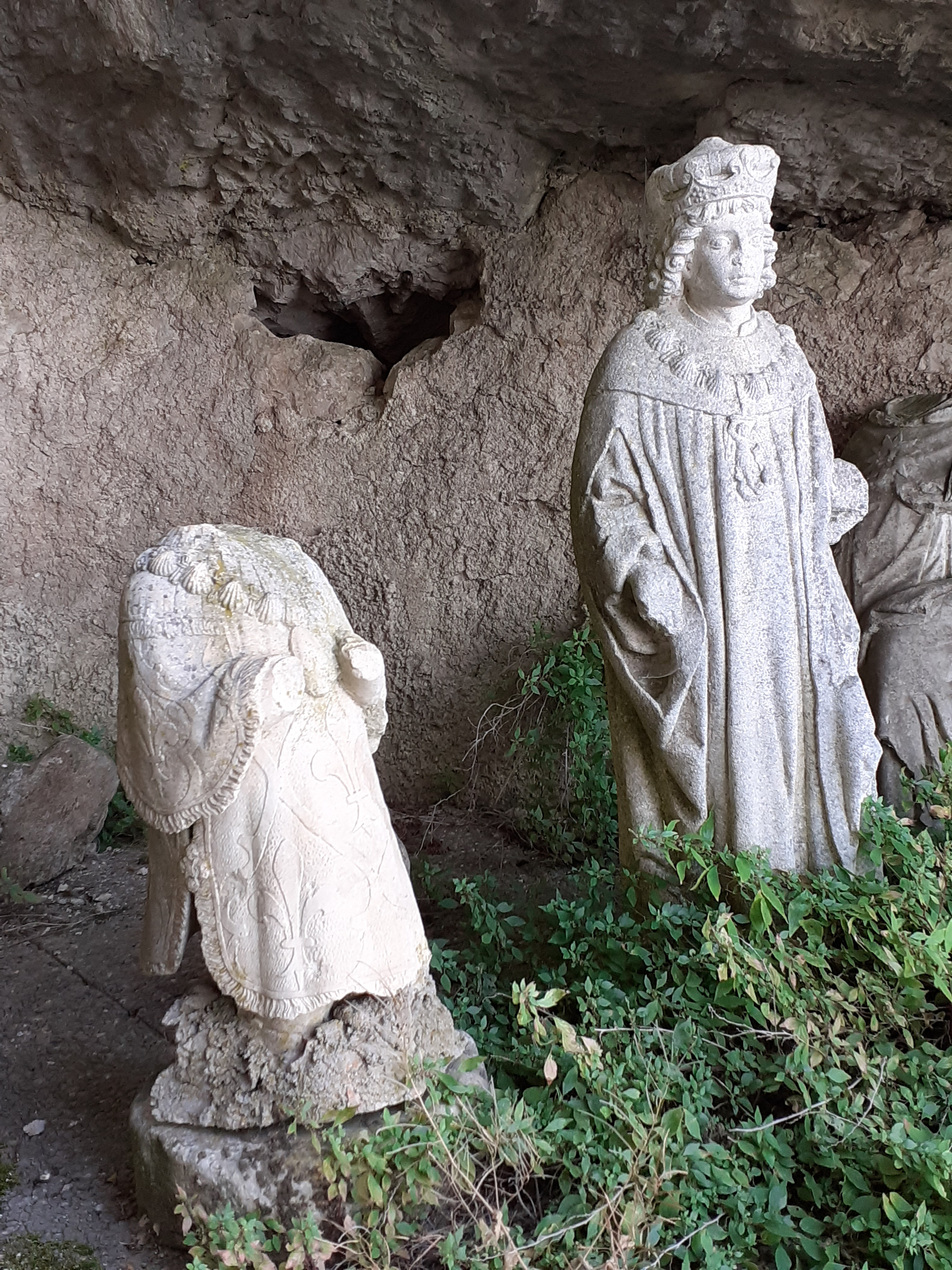
Statues présentes dans grotte de la Sainte Baume et décapitées lors de la Révolution.
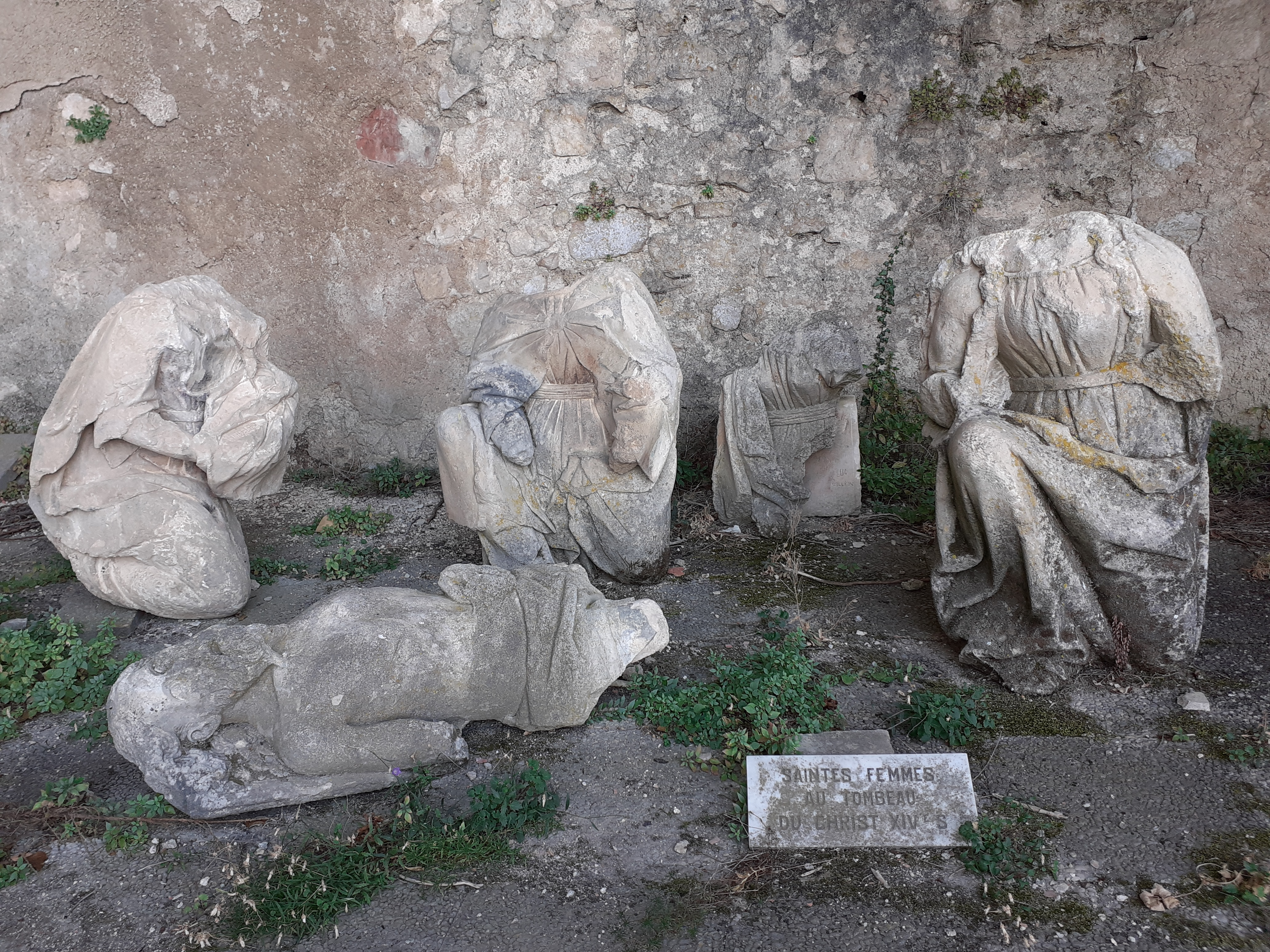
Statues des Saintes Femmes au tombeau, présentes dans la grotte et décapitées lors de la révolution .
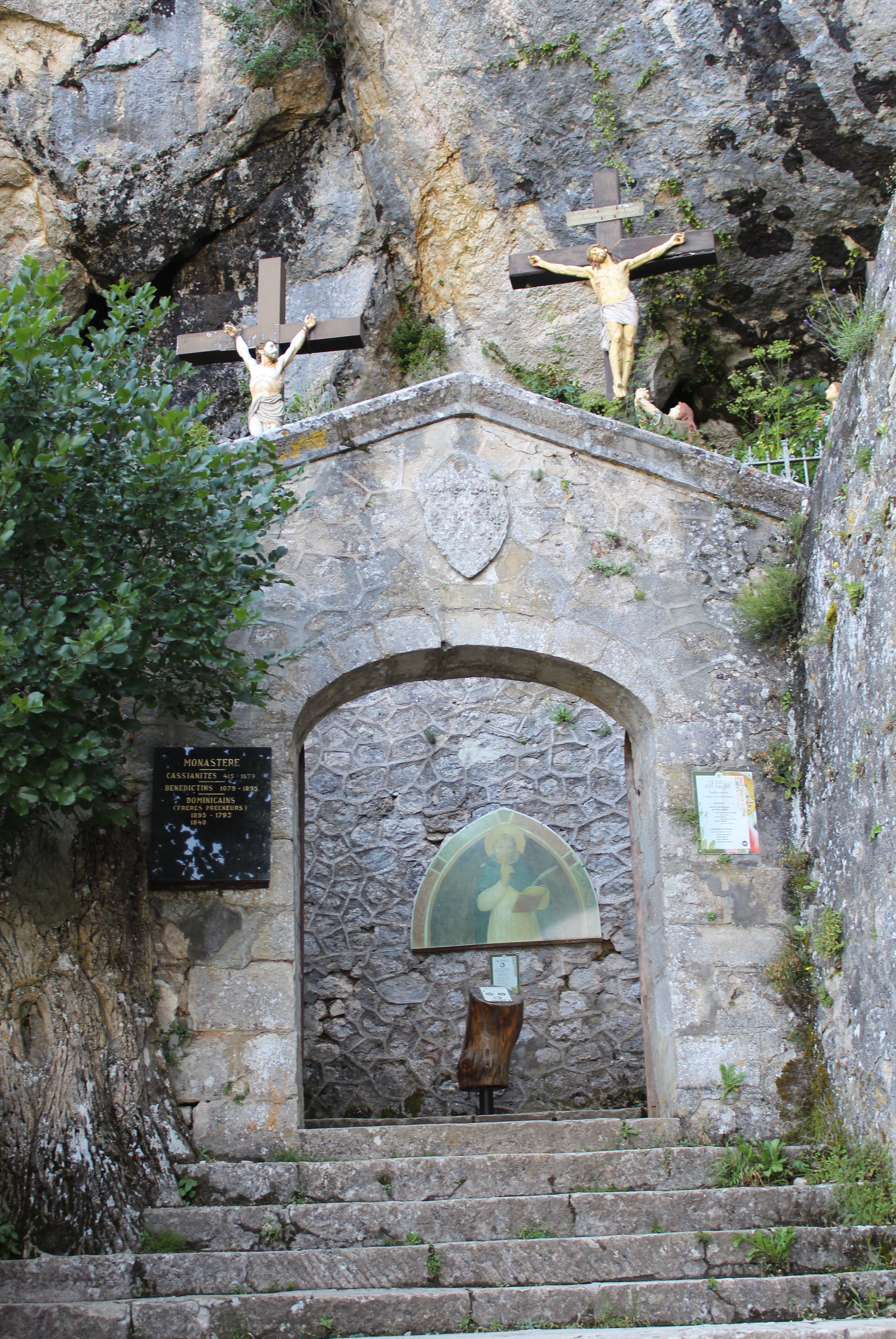
Portail d'accès au site.

### Notoriété et importance économique

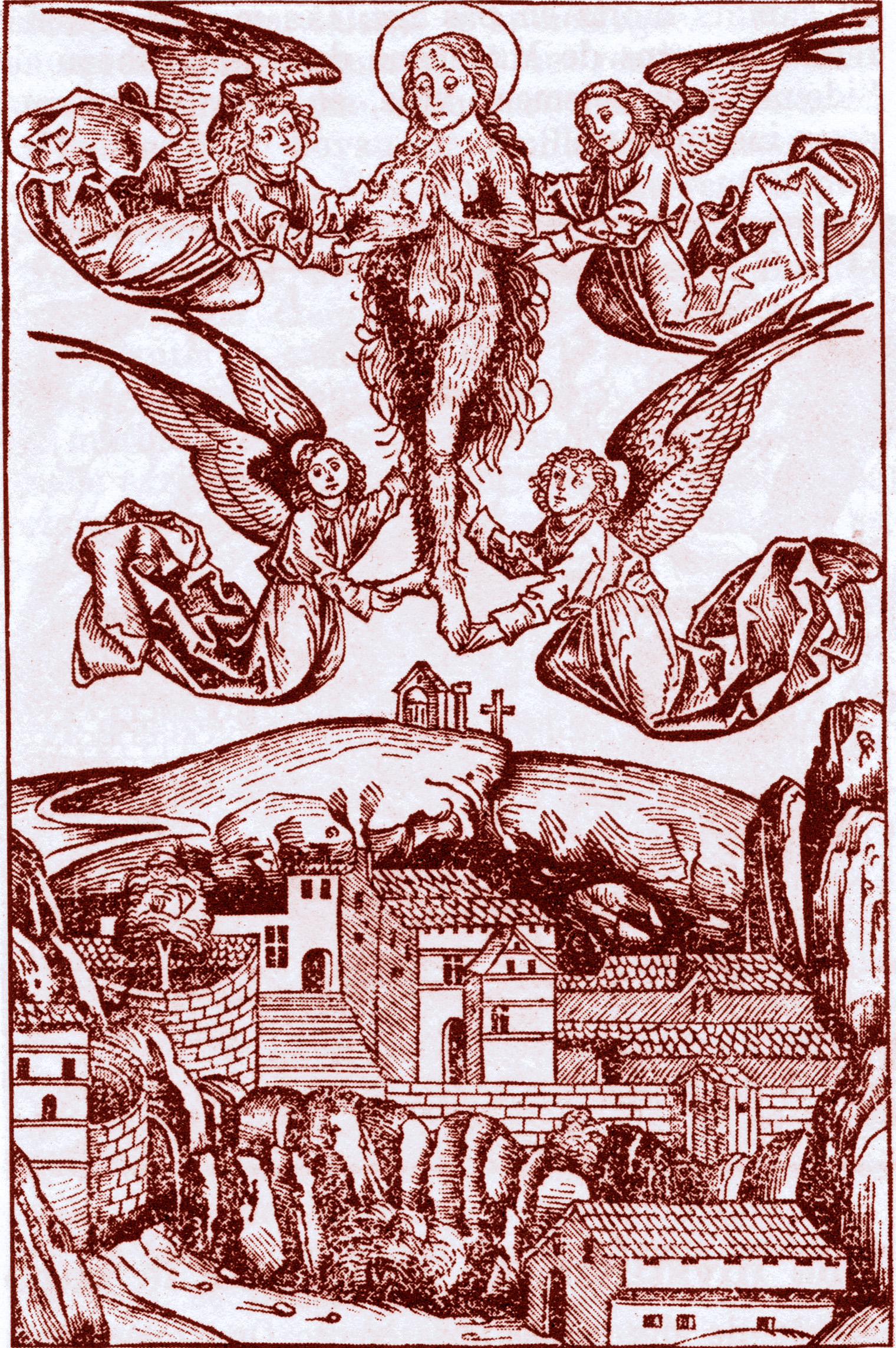
Une des premières gravures de Marie Madeleine et de la grotte dans La Chronique de Nuremberg, 1493.

Durant tout le Moyen Âge, la grotte, et le sanctuaire qu'elle abrite, constituent l'un des plus importants lieux de pèlerinage de la chrétienté occidentale. D'un accès plus facile et plus sûr que la Terre Sainte, particulièrement lors de sa conquête et occupation musulmane, puis des croisades, le tombeau de Marie Madeleine, est devenu du XIVe au XVIIe siècle un lieu réputé de pèlerinage européen. Ainsi par exemple, en 1580 les autorités civiles d'Auriol font vœu de faire le pèlerinage à la Sainte-Baume chaque année, pour le lundi de Pentecôte.
Au cours du Moyen Âge, a été institué le « Tour de France » des Compagnons du Devoir qui offre aux apprentis une période de formation en itinérance pour parfaire leur connaissance et maitrise technique. Cette période de formation, depuis le Moyen Âge, se termine par un pèlerinage à la grotte Sainte-Marie-Madeleine, sur la tombe supposée de « Maitre Jacques », leur légendaire fondateur. Cette montée à la grotte conclut spirituellement toute la période de formation technique et professionnelle du compagnon. Un livre de passage, tenu aujourd’hui par les Dominicains, permet à chaque compagnon d’inscrire sa venue. Ce livre de passage, pour la période de 1840 à 1921, contient la signature de 2 961 compagnons appartenant à 29 corps de métiers.
Dès le début du XVIIe siècle, de nombreux livres sont publiés pour faire connaitre l'histoire de la sainte et la grotte où elle vécut.
En plus de donner son nom au massif montagneux qui l'abrite et à la forêt qui l'entoure, la grotte a donné son nom à la commune de Plan d'Aups (Plan-d'Aups-Sainte-Baume) sur laquelle elle est située, mais aussi celle de la grande ville toute proche : Saint-Maximin-la-Sainte-Baume, toujours en référence à l'ermitage de sainte Marie Madeleine.
Aujourd'hui, deux pèlerinages avec procession sont organisés jusqu'à la grotte, pour le lundi de Pâques et pour le 15 août.
La grotte de la Sainte-Baume attire chaque année près de 500 000 pèlerins et touristes d'après l'office de tourisme. La fermeture d'accès de la grotte (pour risque d'éboulement) entre juin 2020 et avril 2021 a été une « catastrophe pour l'économie locale » d'après la presse régionale,.

### Le sanctuaire

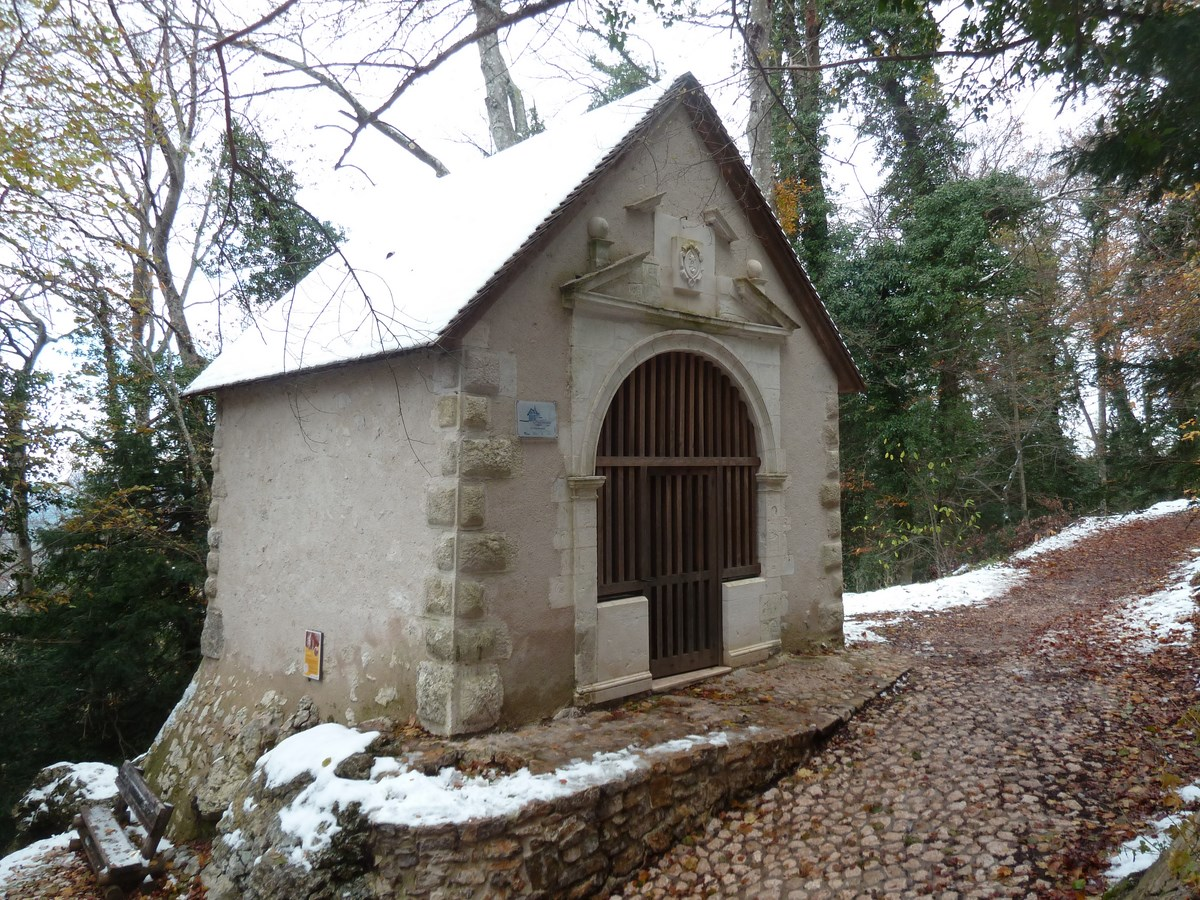
La chapelle des Parisiens en 2013.

Le sanctuaire se développe au cours des siècles, tout autour de la grotte, surtout à partir du XIIIe siècle, avec l'installation des dominicains. Devenue un haut lieu de la chrétienté occidentale, la grotte reçoit la visite de nombreux papes et rois. L'histoire du sanctuaire suit celle de la grotte : pillé lors des guerres de Religion, détruit lors de la Révolution française, le sanctuaire est progressivement reconstruit au XIXe siècle, sous l'impulsion du père Henri Lacordaire. La nouvelle hostellerie bâtie en plaine au milieu du XIXe siècle permet à nouveau d'accueillir des pèlerins dans le sanctuaire,.
En plus de hostellerie et de la grotte, le sanctuaire possède différents lieux de culte et de dévotion répartis dans la forêt : la chapelle des Parisiens, la chapelle du Saint-Pilon et trois oratoires (qui ont survécu aux destructions). La chapelle des Parisiens et les oratoires sont classés aux Monuments Historiques,,.
Depuis les années 2000, huit frères dominicains sont installés à demeure dans le sanctuaire pour assurer l'accueil des visiteurs à l'hostellerie, et l'animation spirituelle des lieux de culte,.

## Historique

### Durant l'Antiquité
Compte tenu de sa situation et de sa très grande ouverture, la grotte est très probablement connue et utilisée par l'homme depuis des millénaires. Comme l'indique Bernard Montagnes : « comme d’autres cavités du massif de la Sainte-Baume, elle a pu être un habitat préhistorique, peut-être même un sanctuaire pré-chrétien : le site a été trop remanié à plusieurs reprises depuis le XIIIe siècle pour qu’il reste quelque vestige que ce soit de ces hautes époques ».
Selon la légende, les compagnons du Tour de France auraient été fondés par « Maître Jacques » avec le père Soubise, et par le roi Salomon au Xe siècle av. J.-C. après la construction du temple de Salomon. La légende rapporte que Maître Jacques « se serait réfugié à la Sainte-Baume à son retour de Jérusalem, grotte où il aurait été assassiné puis enterré »,.
Des écrits antiques laissent penser qu'une augure, Marthe la Salyenne, aurait pu habiter cette grotte lors de la bataille d'Aix en 102 av. J.-C. (où Caius Marius écrasa les Teutons). La forêt entourant la grotte étant également un « bois sacré » pour les Grecs marseillais.
Durant cette période antique, la montagne aurait été un haut lieu de culte des fécondités, et notamment de l’Artémis d’Éphèse pour les populations locales. Vers 60, Lucain, poète latin, mentionne un certain « bois sacré » près de Marseille,,, mais sans que rien permette toutefois de l'associer avec certitude à la forêt de la Sainte-Baume.

### Période chrétienne
Selon la tradition, sainte Marie Madeleine serait arrivée à la Sainte-Baume en 47, pour y demeurer trente années avant d'aller mourir dans la vallée, près de saint Maximin, un ermite venu comme elle de Terre Sainte, et qui donne son nom à la ville,.
Selon la légende recueillie en 1370 par un pèlerin toscan de la bouche même d'un dominicain vivant sur ce lieu, « la grotte, à l’arrivée de Madeleine, n’était pas seulement infestée de serpents, mais surtout servait d’antre à un dragon terrifiant, que vainquit l’archange Michel au cours d’un combat apocalyptique, puis qui fut chassé sur les rives du Rhône, où Marthe en vint à bout à Tarascon ».
Toujours selon la tradition, lorsqu'elle vivait dans la grotte, Marie-Madeleine, était portée par des anges sept fois par jour, jusqu'au sommet des falaises pour y prier. C'est en ce lieu qu'a été construite la chapelle du Saint-Pilon,.
Vers 415, saint Jean Cassien fonde un premier couvent à Marseille : l'abbaye Saint-Victor et installe un prieuré dans cette grotte,.
Les moines de l'abbaye de Saint-Victor continuent de desservir la grotte jusqu'au XIe siècle, accueillant les pèlerins qui viennent prier dans la grotte. La grotte de sainte Marie Madeleine devient un lieu de pèlerinage chrétien réputé. En 816, le pape Étienne IV, puis, en 878, le pape Jean VIII s'y rendent.
En 1070, un monastère de moines bénédictins est fondé à l'entrée de la grotte pour y accueillir les pèlerins qui s'y rendent de plus en plus nombreux, et y assurer les offices. Le pèlerinage se développe et attire des personnes notables comme Saint Louis, roi de France, (le 22 juillet 1254, à son retour de croisade) qui vient en pèlerinage dans la grotte,,.
En 1279, Charles II d'Anjou, fait réaliser des fouilles dans l'église de Saint-Maximin et retrouve les reliques de Marie Madeleine. Le 21 juin 1295, il obtient du pape Boniface VIII une bulle pontificale, qui confie au jeune ordre des dominicains la charge des lieux saints : la basilique de Saint-Maximin (qu'il fait construire) et la grotte de la Sainte-Baume. Les bénédictins se retirent de la grotte et cèdent la place aux dominicains.

### L'âge d'or du pèlerinage

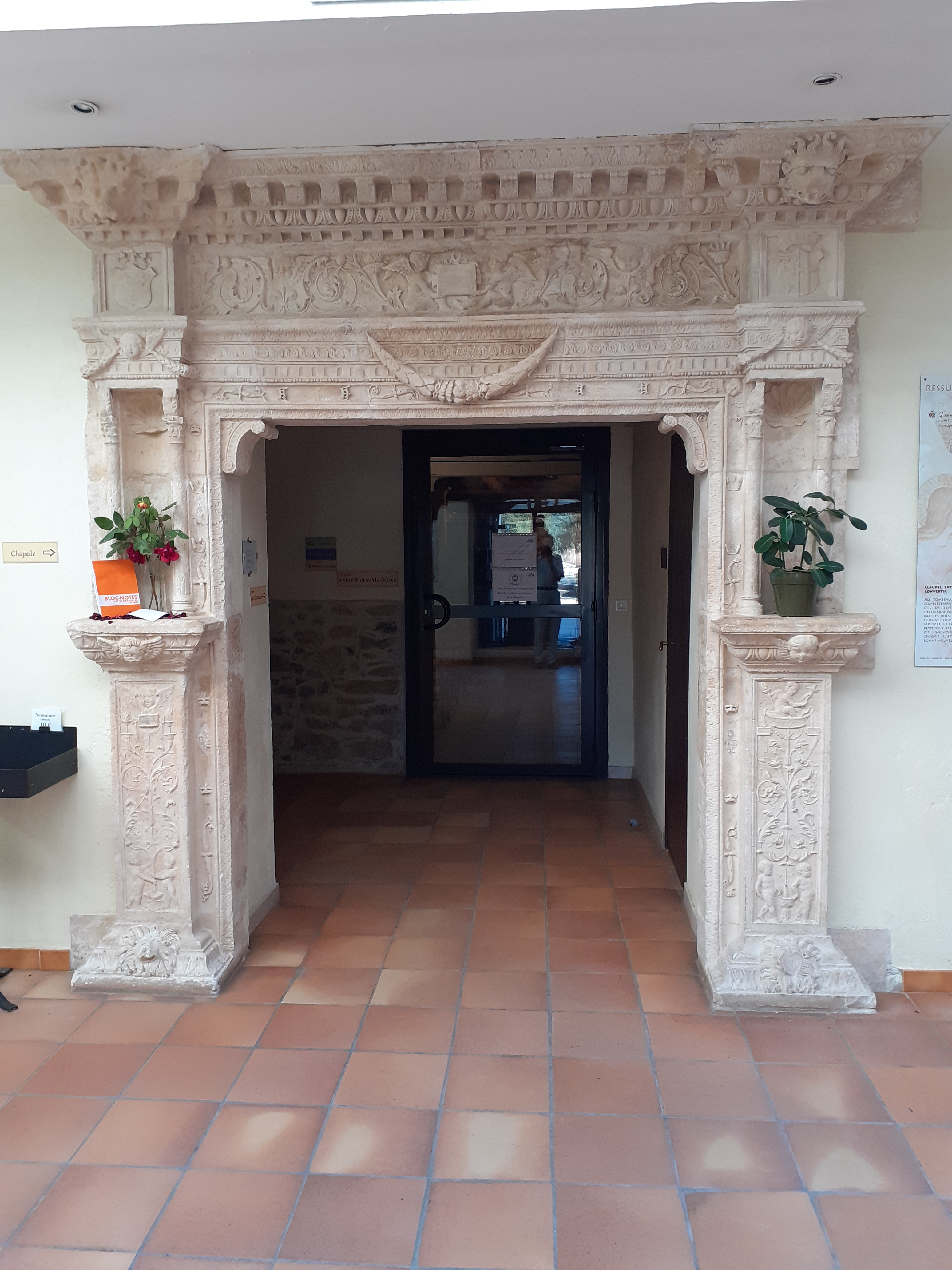
La porte offerte par, aujourd'hui exposée dans l'Hostellerie du sanctuaire.

Tout au long des XIVe et XVe siècles, papes, rois et princes se rendent en pèlerinage dans la grotte, l'une des plus célèbres de la chrétienté. En 1337, Humbert II de Viennois accompagné de Pétrarque se rendent en pèlerinage à la Sainte-Baume,. L'auteur rédige plusieurs écrits sur la sainte.
En 1440, un incendie touche la grotte et détruit des bâtiments adjacents. En 1456 Louis XI, roi de France dote richement la grotte et dessine le plan de la coupole qu’il offre pour l’autel. Et, le 21 janvier 1516, François Ier accompagné par sa mère Louise de Savoie et son épouse Claude de France se rend à la grotte et accorde des fonds pour sa restauration,. En 1516, Jean Ferrier, archevêque d’Arles fait ériger sept oratoires sur le chemin des Rois.
Charles IX s’y rend lors de son tour de France royal en 1564. Mais lors des guerres de Religion, en 1586 et 1592, on déplore des pillages dans la grotte.
Le 5 février 1660, Louis XIV, accompagné de sa mère Anne d’Autriche et de Mazarin, se rendent au sanctuaire, il sera le dernier roi de France à se rendre en pèlerinage à la grotte,.

### Révolution et reconstruction

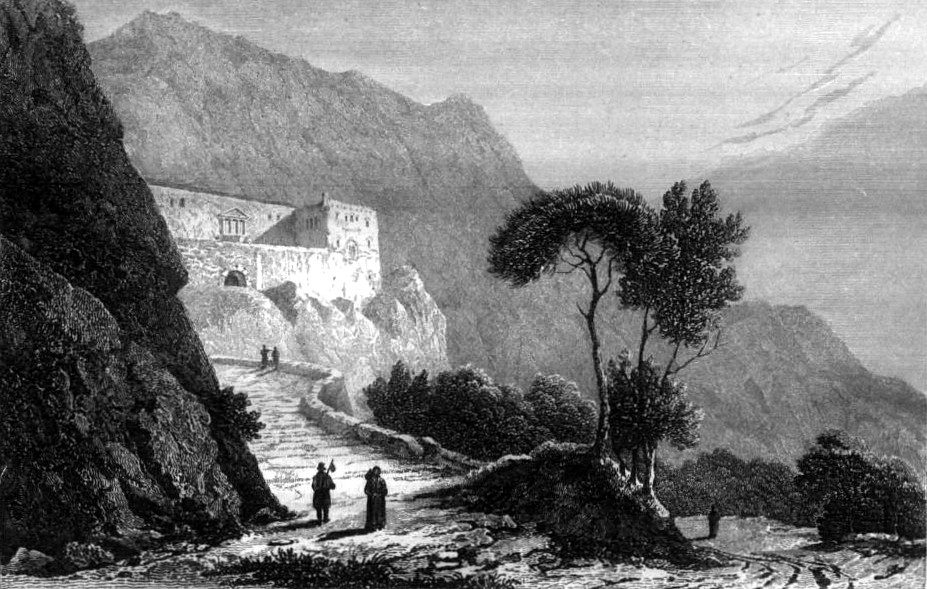
Montée à la grotte, après sa restauration.

La Révolution française et l'Empire vont entrainer une destruction du site. En 1789 l’Assemblée Nationale ordonne la liquidation des maisons religieuses : la grotte est complètement pillée, les statues des rois décapitées. Quelques habitants du village de Plan d'Aups parviennent à sauver quelques éléments de la grotte, comme la statue de la Vierge à l'Enfant, qu'ils emportent et cachent avant l'arrivée des révolutionnaires. En 1793, l’intérieur de la grotte et la grande hôtellerie attenante sont détruits. Barras et Fréron décident de la destruction totale de la Sainte-Baume : Elle n’est plus qu’un tas de ruine. En 1814, le maréchal Brune détruit la grotte et ce qui venait d’y être reconstruit. Après la Restauration, les autorités civiles lancent des souscriptions pour faire réhabiliter et reconstruire les édifices religieux, et en février 1821, le roi Louis XVIII érige la grotte en chapelle vicariale.
En 1848, le père Henri Lacordaire, se rend à la grotte et décide sa restauration. En 1859 il réinstalle les frères à la grotte et fait construire l’hôtellerie dans la plaine de la Sainte-Baume pour l'accueil des pèlerins.

### Période moderne

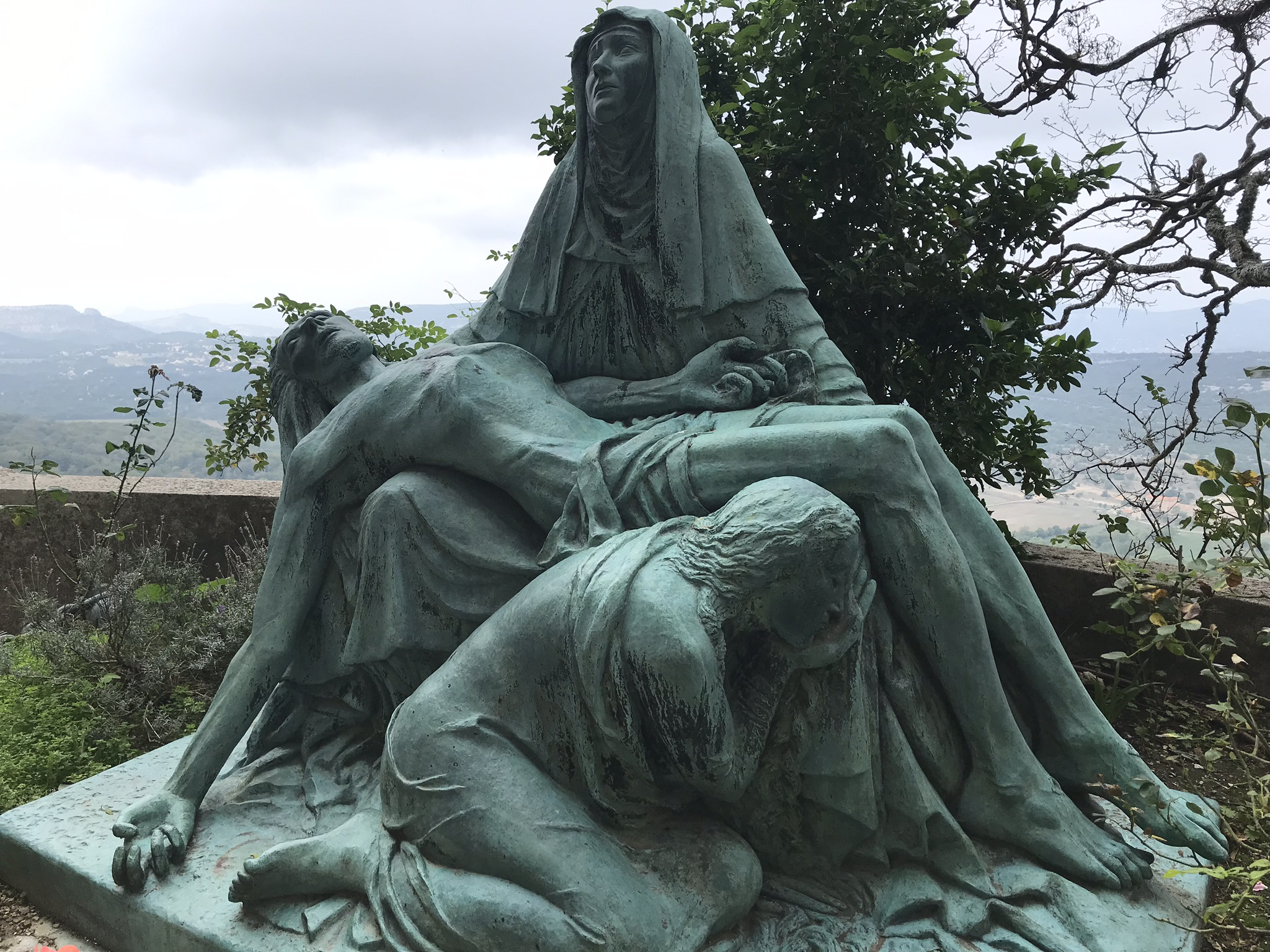
Sculpture de la Pietà devant la grotte.

En 1914, avec les célébrations du centenaire de la réouverture du culte à la Sainte-Baume, le père Vayssière restaure les escaliers menant à la grotte (150 marches en mémoire des 150 Ave du Rosaire) et inaugure le calvaire. En 1928, est inaugurée la maison de retraite Nazareth en face de l’hôtellerie (occupée par l’écomusée). En 1932, Marthe Spitzer, juive convertie proche des Bénédictines de la rue Monsieur et de l'entourage de Jacques Maritain, réalise la Pietà qui est sur le parvis de la grotte (offerte par les fidèles de l'église de la Madeleine à Paris),.
De 1997 à 2002, la grotte fait l'objet d'importants travaux et son accès est fermé au public. À l'occasion de sa réouverture, quatre frères dominicains  s'installent dans le couvent situé à l'entrée de la grotte pour assurer le culte et l'accueil du public,. En juin 2020, le maire de la commune de Plan-d'Aups prend un arrêté d'interdiction d’accès à la grotte pour cause de risque d'éboulement des falaises. La grotte est rouverte en avril 2021, après des travaux de purge et de consolidation des falaises,.
Fin 2023, ce sont des travaux de restauration du mur de soutènement du Calvaire qui sont entrepris pour consolider ce mur en ayant un impact visuel minimal, une conservation des vestiges archéologique potentiellement présent et la préservation de la biodiversité (en concertation avec le PNR). Ces travaux se sont terminé le 22 décembre 2023,. En septembre 2023, débute la restauration des vitraux de l'église. Cette restauration devrait être terminée fin 2024.